# Johnson (Familienname)
Johnson ist ein Familienname. Seltener gibt es ihn auch in der Variante Jonson, wie bei dem englischen Bühnenautor Ben Jonson (1572–1637).

## Herkunft und Bedeutung
Johnson ist eine patronymische Namensbildung, abgeleitet vom englischen Vornamen John (deutsch: Johannes).

## Namensträger

### A
- Aaron Johnson (Musiker) (* 1979), US-amerikanischer Musiker, Produzent und Songschreiber
- Aaron Johnson (Eishockeyspieler) (* 1983), kanadischer Eishockeyspieler
- Aaron J. Johnson, US-amerikanischer Jazzmusiker (Posaune) und Hochschullehrer
- Aaron Taylor-Johnson (* 1990), britischer Schauspieler
- Aaron Johnson (Cricketspieler) (* 1991), jamaikanischer Cricketspieler
- Abby Johnson (* 1980). US-amerikanische Lebensrechtsaktivistin und Autorin
- Abigail Johnson (* 1962), US-amerikanische Managerin
- Ada Mae Johnson (* 1977), US-amerikanische Pornodarstellerin
- Adam Johnson (Volleyballspieler) (* 1965), US-amerikanischer Volleyball- und Beachvolleyballspieler
- Adam Johnson (Autor) (* 1967), US-amerikanischer Schriftsteller
- Adam Johnson (Schauspieler) (* 1973), US-amerikanischer Schauspieler
- Adam Johnson (Fußballspieler) (* 1987), englischer Fußballspieler
- Adam Johnson (Eishockeyspieler) (1994–2023), US-amerikanischer Eishockeyspieler
- Adam Johnson, walisischer Sänger, siehe Richard & Adam
- Adelaide Johnson (1859–1955), US-amerikanische Bildhauerin
- Adna R. Johnson (1860–1938), US-amerikanischer Politiker
- Adrienne Johnson (* 1974), US-amerikanische Basketballspielerin
- A.J. Johnson(* 1963),  US-amerikanische Schauspielerin, Synchronsprecherin, Model und Choreografin
- Ajah Johnson (* 1988), Fußballspieler für die Turks & Caicos-Inseln
- Al Johnson (1948–2013), US-amerikanischer R&B-Sänger
- Alan Johnson (Choreograf) (1937–2018), US-amerikanischer Filmchoreograf und -regisseur
- Alan Johnson (Politiker) (* 1950), britischer Politiker
- Alan Johnson (Skispringer), US-amerikanischer Skispringer
- Alan Woodworth Johnson (1917–1982), britischer Chemiker
- Alaya Dawn Johnson (* 1982), amerikanische Schriftstellerin
- Alaysha Johnson (* 1996), US-amerikanische Leichtathletin
- Albert Johnson (Politiker) (1869–1957), US-amerikanischer Politiker (Washington)
- Albert Johnson (Kugelstoßer) (1878–1971), US-amerikanischer Kugelstoßer und Hammerwerfer
- Albert Johnson (Trapper) († 1932), kanadischer Trapper und Krimineller
- Albert Johnson (Jockey) (1900–1966), US-amerikanischer Reitsportler
- Albert Johnson (Leichtathlet) (1931–2011), britischer Geher
- Albert Johnson, bekannt als Prodigy (Rapper) (1974–2017), US-amerikanischer Rapper
- Albert Bushnell Johnson (1869–1941), US-amerikanischer Romanist und Hispanist
- Albert W. Johnson (1906–1998), US-amerikanischer Politiker
- Albert Wesley Johnson (1923–2010), kanadischer Rundfunkmanager
- Alex Johnson (Baseballspieler) (1942–2015), US-amerikanischer Baseballspieler
- Alex Johnson (Kletterin) (* 1989), US-amerikanische Kletterin
- Alex Johnson (Footballspieler) (* 2000), US-amerikanischer American-Football-Spieler
- Alexander Johnson (1942–2015), US-amerikanischer Baseballspieler, siehe Alex Johnson (Baseballspieler)
- Alexander Johnson (Moderner Fünfkämpfer), australischer moderner Fünfkämpfer, Teilnehmer an den Olympischen Sommerspielen 1996
- Alexander Johnson (Basketballspieler) (* 1983), US-amerikanischer Basketballspieler
- Alexander Johnson (Eiskunstläufer), (* 1990), US-amerikanischer Eiskunstläufer
- Alexander Bryan Johnson (1786–1867), US-amerikanischer Philosoph und Semantiker
- Alexander Lange Johnson (1910–1989), norwegischer Bischof
- Alexz Johnson (* 1986), kanadische Sängerin und Schauspielerin
- Alice Marie Johnson (* 1955), amerikanische Aktivistin
- Alissa Johnson (* 1987), US-amerikanische Skispringerin
- Allan Johnson, simbabwischer Fußballspieler
- Allen Johnson (* 1971), US-amerikanischer Leichtathlet
- Allyn Johnson, US-amerikanischer Jazzmusiker
- Alonzo Johnson (1899–1970), amerikanischer Jazz- und Bluesgitarrist, siehe Lonnie Johnson
- Alonzo Johnson (Boxer) (* 1934), amerikanischer Boxer
- Alonzo Johnson (Footballspieler) (* 1963), amerikanischer Footballspieler
- Alonzo Pookie Johnson (1927–2005), amerikanischer Jazzsaxophonist
- Alphonso Johnson (* 1951), US-amerikanischer Jazzbassist
- Alvin Johnson (1874–1971), US-amerikanischer Wirtschaftswissenschaftler
- Alysia Johnson (* 1986), US-amerikanische Leichtathletin, siehe Alysia Montaño
- Amandus Johnson (1877–1974), schwedisch-amerikanischer Historiker
- Amir Johnson (* 1987), US-amerikanischer Basketballspieler
- Amos Johnson (* 1941), US-amerikanischer Automobilrennfahrer
- Amy Johnson (1903–1941), britische Pilotin
- Amy Jo Johnson (* 1970), US-amerikanische Schauspielerin und Musikerin
- Anders Johnson (Eishockeyspieler) (* 1962), schwedischer Eishockeyspieler
- Anders Johnson (Skispringer) (* 1989), US-amerikanischer Skispringer
- Andray Johnson (* 1961), US-amerikanischer Schauspieler
- Andre Johnson (* 1981), US-amerikanischer American-Football-Spieler
- Andreas Johnson (* 1970), schwedischer Musiker
- Andrew Johnson (1808–1875), US-amerikanischer Politiker, Präsident 1865 bis 1869
- Andrew Johnson (Schauspieler) (* 1955), britischer Schauspieler
- Andrew Johnson (Golfspieler) (* 1972), US-amerikanischer Golfspieler
- Andrew Johnson (Skilangläufer) (* 1978), US-amerikanischer Skilangläufer
- Andy Johnson (Basketballspieler) (1932–2002), US-amerikanischer Basketballspieler
- Andy Johnson (Fußballspieler, 1974) (* 1974), walisischer Fußballspieler
- Andy Johnson (Fußballspieler, 1981) (* 1981), englischer Fußballspieler
- Angie Scarth-Johnson (* 2004), australische Sportkletterin
- Ann Johnson (Tänzerin), US-amerikanische Tänzerin
- Ann Johnson, Alternativname von Ann Howard (Gastronomin) (1924–2007), amerikanische Klubbesitzerin
- Ann Johnson (Leichtathletin) (* 1933), britische Leichtathletin
- Annabelle Johnson, australische Filmeditorin
- Anne Johnson (Archäologin) (* 1951), britische Archäologin
- Anne Johnson (Leichtathletin), britische Sprinterin
- Anne Mandall Johnson (* 1954), britische Epidemiologin
- Anne-Marie Johnson (* 1960), US-amerikanische Schauspielerin
- Anthony Johnson (Diplomat) (1938–2021), jamaikanischer Politiker und Diplomat
- Anthony Johnson (Musiker) (* 1957), jamaikanischer Musiker
- Anthony Johnson (Basketballspieler) (* 1974), US-amerikanischer Basketballspieler
- Anthony Johnson (Kampfsportler) (1984–2022), US-amerikanischer Kampfsportler
- Anthony Johnson (Footballspieler, 1993) (* 1993), US-amerikanischer American-Football-Spieler
- Anthony Johnson, eigentlicher Name von Slim The Mobster (* 1979), US-amerikanischer Rapper
- Anthony Johnson (Footballspieler, 1999) (* 1999), US-amerikanischer American-Football-Spieler
- Anton J. Johnson (1878–1958), US-amerikanischer Politiker
- Antonia Johnson (* 1943), schwedische Unternehmerin
- Archibald DeB. Johnson (1898–1982), US-amerikanischer Manager
- Arne Johnson (1924–2006), schwedischer Bauingenieur
- Arnold Johnson (1893–1975), US-amerikanischer Pianist, Arrangeur, Komponist und Bandleader
- Arthur Johnson (Historiker), britischer Geistlicher und Historiker
- Arthur Johnson (Karikaturist) (1874–1954), US-amerikanischer Karikaturist, Zeichner und Maler
- Arthur Johnson (Fußballspieler) (1879–1929), irischer Fußballspieler und -trainer
- Arthur Johnson (Boxer) (* 1966), US-amerikanischer Boxer
- Arthur V. Johnson (1876–1916), US-amerikanischer Schauspieler und Stummfilmregisseur
- Arturo Johnson, Fußballspieler für die Cayman Islands
- Ashleigh Johnson (* 1994), US-amerikanische Wasserballspielerin
- Ashley Johnson (* 1983), US-amerikanische Schauspielerin
- Augie Johnson (1948–2014), US-amerikanischer Funk-Musiker
- August Johnson (1873–1900), schwedischer Maler
- Avery Johnson (* 1965), US-amerikanischer Basketballspieler und -trainer
- Axel Johnson (Unternehmer) (1844–1910), schwedischer Industrieller
- Ayanna Witter-Johnson (* 1985), englische Komponistin, Sängerin, Songwriterin und Cellistin

### B
- B. Ed Johnson (1914–1983), US-amerikanischer Politiker
- B. S. Johnson (Bryan Stanley Johnson; 1933–1973), englischer Schriftsteller und Filmemacher
- Bailee Michelle Johnson (* 2000), US-amerikanische Schauspielerin
- Barbara von Johnson (* 1942), deutsche Illustratorin
- Barbara Johnson (Leichtathletin) (* 1962), irische Leichtathletin, Olympiateilnehmerin
- Barbara Piasecka Johnson (1937–2013), polnisch-amerikanische Kunstsammlerin und Philanthropin
- Barry Johnson (Mathematiker) (1937–2002), britische Mathematiker
- Barry Johnson (Judoka) (* 1947), australischer Judoka
- Ben Johnson (Politiker) (1858–1950), US-amerikanischer Politiker
- Ben Johnson (Schauspieler) (1918–1996), US-amerikanischer Schauspieler
- Ben Johnson (US-Sprinter) (1930er Jahre), US-amerikanischer Sprinter
- Ben Johnson (Leichtathlet) (* 1961), kanadischer Leichtathlet jamaikanischer Herkunft
- Ben Johnson (Biathlet) (* 1961), britischer Biathlet
- Ben Johnson (Fußballspieler, 1977) (* 1977), US-amerikanischer Fußballspieler
- Ben Johnson (Sänger) (* 1983), britischer Sänger (Tenor)
- Ben Johnson (Fußballspieler, 2000) (* 2000), englischer Fußballspieler
- Ben Johnson (Dartspieler), englischer Dartspieler
- Bengt Emil Johnson (1936–2010), schwedischer Hörspielautor, Komponist und Lyriker
- Benjamin Johnson (um 1665–1742), englischer Schauspieler
- Bernard Johnson (1952–2010), US-amerikanischer Jazzmusiker und Schauspieler
- Bernice Johnson Reagon (1942–2024), US-amerikanische Songwriterin und Sozialaktivistin
- Bertha Johnson (1846–1927), britische Erzieherin und Hochschullehrerin
- Besedka Johnson (1925–2013), US-amerikanische Schauspielerin
- Betsey Johnson (* 1942), US-amerikanische Designerin und Modeschöpferin
- Betsy Ancker-Johnson (1927–2020), US-amerikanische Physikerin
- Beverly Johnson (Bergsteigerin) (1947–1994), US-amerikanische Bergsteigerin und Abenteurerin
- Beverly Johnson (Schauspielerin) (* 1952), US-amerikanisches Model, Sängerin, Schauspielerin und Unternehmerin
- Big Jack Johnson (1940–2011), US-amerikanischer Bluesmusiker
- Bill Johnson (Kontrabassist) (1874–1972), US-amerikanischer Jazzmusiker und Bandleader
- Bill Johnson (Fußballspieler, 1896) (William Johnson; 1896–1977), englischer Fußballspieler
- Bill Johnson (Fußballspieler, 1900) (William Johnson; 1900–??), englischer Fußballspieler
- Bill Johnson (Banjospieler) (1905–1955), US-amerikanischer Jazzmusiker
- Bill Johnson (Fußballspieler, 1909) (William Joseph Johnson; 1900–1982), englischer Fußballspieler
- Bill Johnson (Saxophonist) (1912–1960), US-amerikanischer Jazzmusiker und Arrangeur
- Bill Johnson (Footballspieler, 1916) (1916–2002), US-amerikanischer American-Football-Spieler (Defensive End)
- Bill Johnson (Footballspieler, 1926) (Tiger; 1926–2011), US-amerikanischer American-Football-Spieler (Center und Head Coach)
- Bill Johnson (Kameramann) (1938–2000), US-amerikanischer Kameramann
- Bill Johnson (Politiker) (* 1954), US-amerikanischer Politiker
- Bill Johnson (Schauspieler), US-amerikanischer Schauspieler
- Bill Johnson (Eishockeyspieler), kanadischer Eishockeyspieler
- Bill Johnson (Autor), US-amerikanischer Schriftsteller
- Bill Johnson (Skirennläufer) (1960–2016), US-amerikanischer Skirennläufer
- Bill Johnson (Footballspieler, 1960) (William Thomas Johnson; * 1960), US-amerikanischer American-Football-Spieler (Runningback)
- Bill Johnson (Footballspieler, 1968) (William Edward Johnson; * 1968), US-amerikanischer American-Football-Spieler (Defensive Tackle)
- Bill Johnson (Filmeditor), US-amerikanischer Filmeditor
- Bill Johnson (Filmproduzent), US-amerikanischer Filmproduzent
- Billy Johnson (Baseballspieler) (William Russell Johnson; 1918–2006), US-amerikanischer Baseballspieler
- Billy Johnson (Footballspieler) (William Arthur Johnson; * 1952), US-amerikanischer American-Football-Spieler
- Billy Johnson (Schlagzeuger) (William Laird Johnson; * um 1960), US-amerikanischer Schlagzeuger
- Billy Johnson (Bassist), US-amerikanischer Bassist
- Billy Johnson (Rennfahrer) (William Ryan Johnson; * 1986), US-amerikanischer Automobilrennfahrer
- Birgit Johnson (1956/7–2008), deutsche Filmwissenschaftlerin
- Blind Willie Johnson (1897–1945), US-amerikanischer Bluesmusiker
- Bob Johnson (Baseballspieler, 1905) (Robert Lee Johnson; 1905–1982), US-amerikanischer Baseballspieler
- Bob Johnson (Synchronsprecher) (Robert Cleveland Johnson; 1920–1993), US-amerikanischer Synchronsprecher
- Bob Johnson (Rennfahrer) (1927–2008), US-amerikanischer Automobilrennfahrer
- Bob Johnson (Eishockeytrainer) (Robert Johnson; 1931–1991), US-amerikanischer Eishockeyspieler und -trainer
- Bob Johnson (Baseballspieler, 1936) (Robert Wallace Johnson; 1936–2019), US-amerikanischer Baseballspieler
- Bob Johnson (Eishockeyspieler, 1948) (Robert Martin Johnson; * 1948), US-amerikanischer Eishockeytorwart
- Bola Johnson (1947–2014), nigerianischer Musiker
- Boris Johnson (* 1964), britischer Journalist, Publizist, Schriftsteller und Politiker
- Brad Johnson (Schauspieler, 1924) (1924–1981), US-amerikanischer Film- und Fernsehschauspieler
- Brad Johnson (Schauspieler) (1959–2022), US-amerikanischer Schauspieler
- Brad Johnson (Footballspieler) (* 1968), US-amerikanischer American-Football-Spieler
- Bradley Johnson (* 1987), englischer Fußballspieler
- Bradley Tyler Johnson (1829–1903), US-amerikanischer Generalmajor der Konföderierten
- Brandon Johnson (* 1976), US-amerikanischer Pädagoge und Politiker
- Breezy Johnson (* 1996), US-amerikanische Skirennläuferin
- Brennan Johnson (* 2001), englisch-walisischer Fußballspieler
- Brent Johnson (* 1977), US-amerikanischer Eishockeyspieler
- Brian Johnson (Fußballspieler, 1930) (1930–2013), englischer Fußballspieler
- Brian Johnson (Fußballspieler, 1936) (* 1936), englischer Fußballspieler
- Brian Johnson (Spezialeffektkünstler) (* 1939), britischer Spezialeffektkünstler
- Brian Johnson (* 1947), britischer Sänger
- Brian Johnson (Fußballspieler, Oktober 1948) (* 1948), englischer Fußballspieler
- Brian Johnson (Fußballspieler, November 1948) (* 1948), englischer Fußballspieler
- Brian Johnson (Fußballspieler, 1955) (* 1955), englischer Fußballspieler
- Brian Johnson (Rugbyspieler) (* 1956), australischer Rugby-League-Spieler- und Trainer
- Brian Johnson (Filmeditor), Dokumentarfilm-Editor
- Brian Johnson (Fußballspieler, 1974) (* 1974), US-amerikanischer Fußballspieler
- Brian Johnson (Musiker) (* 1978), US-amerikanischer Musiker und Pastor
- Brian Johnson (Leichtathlet) (* 1980), US-amerikanischer Weitspringer
- Brian Johnson (Baseballspieler) (* 1990), US-amerikanischer Baseballspieler
- Brian Johnson (Eiskunstläufer) (* 1995), US-amerikanischer Eiskunstläufer
- Briard P. Johnson (1905–1980), US-amerikanischer Generalmajor
- Bridget Johnson, Filmproduzentin
- Broderick Johnson, US-amerikanischer Filmproduzent
- Brooks Johnson (1934–2024), US-amerikanischer Sprinter
- Bruce Johnson (* 1960), US-amerikanischer Politiker, Vizegouverneur von Ohio
- Bruce Johnson (Sänger), französischer Sänger
- Bryan Johnson (Sänger) (1926–1995), britischer Sänger und Schauspieler
- Bryan Stanley Johnson (1933–1973), britischer Schriftsteller und Filmemacher, siehe B. S. Johnson
- Bryan Johnson (Unternehmer) (* 1977), US-amerikanischer Unternehmer
- Bryce Johnson (* 1977), US-amerikanischer Schauspieler
- Bubber Johnson, US-amerikanischer Musiker
- Buck Johnson, US-amerikanische Musiker, Songwriter und Produzent
- Budd Johnson (1910–1984), US-amerikanischer Saxophonist und Klarinettist
- Buddy Johnson (1915–1977), US-amerikanischer Pianist
- Bunk Johnson (1879–1949), US-amerikanischer Kornettist und Trompeter
- Bushrod Rust Johnson (1817–1880), US-amerikanischer Generalmajor
- Butch Johnson (1955–2024), US-amerikanischer Bogenschütze
- Byron Johnson (Schauspieler), US-amerikanischer Schauspieler
- Byron Ingemar Johnson (1890–1964), kanadischer Politiker
- Byron L. Johnson (1917–2000), US-amerikanischer Politiker

### C
- C. J. Gardner-Johnson (Chauncey Gardner-Johnson; * 1997), US-amerikanischer American-Football-Spieler
- C. R. Johnson (Charles Russell Johnson III; 1983–2010), US-amerikanischer Freestyle-Skiläufer
- Callum Johnson (* 1985), britischer Boxer
- Calvin Johnson (Musiker) (* 1962), US-amerikanischer Gitarrist, Sänger, Songwriter, Musikproduzent und Disc Jockey
- Calvin Johnson (Footballspieler) (* 1985), US-amerikanischer Footballspieler
- Calvin D. Johnson (1898–1985), US-amerikanischer Politiker
- Calvin Joseph Johnson (* 1958), US-amerikanischer Schauspieler und Stuntman
- Cameron Johnson (* 1996), US-amerikanischer Basketballspieler
- Camrus Johnson (* 1994), US-amerikanischer Schauspieler
- Candy Johnson (1922–1981), US-amerikanischer Jazzsaxophonist, siehe Floyd Johnson
- Carl Johnson (Leichtathlet) (1898–1932), US-amerikanischer Weitspringer
- Carl Johnson (Komponist), US-amerikanischer Filmkomponist
- Carl Johnson (Schiedsrichter), US-amerikanischer American-Football-Schiedsrichter
- Carl R. Johnson (* 1937), US-amerikanischer Chemiker
- Carlos Johnson (Fußballspieler) (* 1984), costa-ricanischer Fußballspieler
- Carlos Johnson (Leichtathlet) (* 1997), argentinischer Leichtathlet
- Carol Johnson (Politikerin, 1903) (1903–2000), britische Politikerin
- Carol Johnson (Politikerin, 1972) (* 1972), südafrikanische Politikerin
- Carol Johnson (Politikwissenschaftlerin) (* 1955), australische Politikwissenschaftlerin
- Carol C. Johnson (* 1941), US-amerikanische Politikerin
- Carol R. Johnson (1929–2020), US-amerikanische Landschaftsarchitektin
- Carolyn Johnson, australische Filmproduzentin
- Carrie Johnson (Kanutin) (* 1984), US-amerikanische Kanutin
- Carrie Johnson (* 1988), britische politische Aktivistin und Naturschützerin, Ehefrau von Boris Johnson
- Casey Johnson (1979–2010), US-amerikanische Erbin
- Catherine Johnson (* 1957), britische Autorin
- Cave Johnson (1793–1866), US-amerikanischer Politiker
- Celia Johnson (1908–1982), britische Schauspielerin
- Chad Johnson (Eishockeytrainer) (1970–2013), US-amerikanischer Eishockeyspieler und -trainer
- Chad Johnson (Footballspieler) (auch Chad Ochocinco; * 1978), US-amerikanischer American-Football-Spieler
- Chad Johnson (Eishockeyspieler) (* 1986), kanadischer Eishockeytorwart
- Chalmers Johnson (1931–2010), US-amerikanischer Politikwissenschaftler
- Charles Johnson (Dramatiker) (1679–1748), englischer Dramatiker
- Charles Johnson (Autor), britischer Autor
- Charles Johnson (Politiker) (1752–1802), US-amerikanischer Politiker
- Charles Johnson (Botaniker) (1791–1880), britischer Arzt und Botaniker
- Charles Johnson (Fußballspieler) (1884–??), englischer Fußballspieler
- Charles Johnson (Footballspieler, 1972) (* 1972), US-amerikanischer American-Football-Spieler (Wide Receiver)
- Charles Johnson (Footballspieler, 1986) (* 1986), US-amerikanischer American-Football-Spieler (Defensive Tackle)
- Charles Bartlett Johnson (* 1933), US-amerikanischer Unternehmer
- Charles Fletcher Johnson (1859–1930), US-amerikanischer Politiker
- Charles Frithiof Johnson (Charley Johnson; 1887–1967), US-amerikanischer Ringer
- Charles Phillip Johnson (1836–1920), US-amerikanischer Politiker
- Charles Richard Johnson (* 1948), US-amerikanischer Schriftsteller
- Charles S. Johnson (1893–1956), US-amerikanischer Soziologe
- Charlie Johnson (1891–1959), US-amerikanischer Jazzpianist und Bandleader
- Chas. Floyd Johnson (* 1941), US-amerikanischer Filmproduzent
- Chelsea Johnson (* 1983), US-amerikanische Leichtathletin
- Cherry Johnson (* 1990), deutsche Lichtkünstlerin und Pyrotechnikerin
- Cheryl L. Johnson (* 1960), US-amerikanische Regierungsbeamtin
- Chester L. Johnson (1915–1997), US-amerikanischer Generalmajor
- Cheswill Johnson (* 1997), südafrikanischer Weitspringer
- Chic Johnson (1891–1962), US-amerikanischer Komiker und Schauspieler
- Ching Johnson († 1979), kanadischer Eishockeyspieler
- Chris Johnson (Boxer) (Chris Omar Johnson; * 1971), kanadischer Boxer
- Chris Johnson (Schauspieler, 1977) (Chris J. Johnson; * 1977), US-amerikanischer Schauspieler
- Chris Johnson (Fußballspieler) (Christopher Johnson; * 1979), englischer Fußballspieler
- Chris Johnson (Schauspieler, 1983) (* 1983), US-amerikanischer Schauspieler
- Chris Johnson (Baseballspieler) (Christopher Dalton Johnson; * 1984), US-amerikanischer Baseballspieler
- Chris Johnson (Footballspieler) (Christopher Duan Johnson; * 1985), US-amerikanischer American-Football-Spieler
- Chris Johnson (Basketballspieler, 1985) (* 1985), US-amerikanischer Basketballspieler
- Chris Johnson (Basketballspieler, 1990) (Christapher Johnson; * 1990), US-amerikanischer Basketballspieler
- Christopher R. Johnson (* 1960), US-amerikanischer Informatiker und Biophysiker
- Christopher W. Johnson (* 1965), britischer Informatiker
- Christopher William Johnson, US-amerikanischer Schauspieler, Filmregisseur, Filmproduzent, Drehbuchautor und Kameramann
- Chubby Johnson (1902/1903–1974), US-amerikanischer Schauspieler
- Clarence Johnson (1910–1990), US-amerikanischer Flugzeugkonstrukteur
- Clark Johnson (* 1954), US-amerikanischer Schauspieler, Regisseur und Fernsehproduzent
- Claude Johnson (1864–1926), britischer Automobilmanager und Verbandsfunktionär
- Claudette Johnson (* 1959), britische bildende Künstlerin
- Clete Donald Johnson (* 1948), US-amerikanischer Politiker
- Cleveland Johnson (* 1955), US-amerikanischer Organist und Musikwissenschaftler
- Clifford Johnson (* 1968), britischer Physiker
- Cody Johnson (* 1987), US-amerikanischer Countrysänger
- Colin Johnson (Entomologe) (1943–2021), britischer Entomologe
- Colin Johnson (Cricketspieler) (* 1947), englischer Cricketspieler
- Colin Johnson (Bischof) (* 1952), kanadischer Geistlicher, Erzbischof von Toronto
- Colin Johnson (Fußballspieler) (* 1964), Fußballspieler und -trainer für Anguilla
- Colin Johnson (Footballspieler) (* 1997), US-amerikanischer American-Football-Spieler
- Colin Thomas Johnson, eigentlicher Name von Mudrooroo (1938–2019), australischer Schriftsteller
- Corey Johnson (* 1961), US-amerikanischer Schauspieler
- Cornelius Johnson (Maler) (1593–1661), englischer Maler
- Cornelius Johnson (Leichtathlet) (1913–1946), US-amerikanischer Leichtathlet
- Cornelius Johnson (Footballspieler) (1943–2017), US-amerikanischer American-Football-Spieler
- Cornelius Johnson (Footballspieler, 2000) (* 2000), US-amerikanischer American-Football-Spieler
- Courtney Johnson (* 1974), US-amerikanische Wasserballspielerin
- Craig Johnson (* 1972), US-amerikanischer Eishockeyspieler
- Crispin Grey-Johnson (* 1946), gambischer Politiker
- Curley Johnson (1935–2016), US-amerikanischer American-Football-Spieler
- Curtis Johnson (Musiker) (1934–2001), US-amerikanischer Rockabilly-Musiker
- Curtis Johnson (Footballspieler) (* 1948), US-amerikanischer American-Football-Spieler
- Curtis Johnson (Sprinter) (* 1973), US-amerikanischer Sprinter
- Cynthia Johnson (* 1956), US-amerikanische Sängerin

### D
- Daisy Johnson (* 1990), britische Schriftstellerin
- Dakota Johnson (* 1989), US-amerikanische Schauspielerin
- Dameon Johnson (* 1976), US-amerikanischer Sprinter
- Damien Johnson (* 1978), nordirischer Fußballspieler
- Dan Johnson (Politiker, 1936) (1936–2014), US-amerikanischer Politiker
- Dan Johnson (Politiker, 1960) (1960–2017), US-amerikanischer Geistlicher und Politiker
- Dan Johnson (Footballspieler) (* 1960), US-amerikanischer American-Football-Spieler
- Dan Johnson (Ökonom) (* um 1969), kanadisch-US-amerikanischer Ökonom und Unternehmer
- Dan Johnson (Baseballspieler) (* 1979), US-amerikanischer Baseballspieler
- Dan Johnson (Journalist) (* um 1984), britischer Journalist
- Dan Johnson (Musiker) (* 1985), US-amerikanischer Musiker
- Dan Curtis Johnson, US-amerikanischer Programmierer und Comicautor
- D. E. Johnson (Dan E. Johnson), US-amerikanischer Schriftsteller
- Dan G. Johnson, US-amerikanischer Politiker
- Daniel Johnson (Politiker, 1790) (1790–1875), US-amerikanischer Politiker
- Daniel Johnson (Politiker, 1821) (1821–1860), US-amerikanischer Politiker
- Daniel Johnson senior (1915–1968), kanadischer Politiker, Premierminister von Québec
- Daniel Johnson junior (* 1944), kanadischer Politiker, Premierminister von Québec
- Daniel Johnson (Politiker, 1977) (* 1977), schottischer Politiker
- Daniel Johnson, Geburtsname von Kane Beatz (* 1986), US-amerikanischer Musikproduzent und Songwriter
- Daniel Johnson (Basketballspieler) (* 1988), australischer Basketballspieler
- Daniel Johnson (Fußballspieler, 1992) (* 1992), jamaikanischer Fußballspieler
- Daniel Johnson (Kanute) (* 1994), britischer Kanute
- Daniel Johnson (Baseballspieler) (* 1995), US-amerikanischer Baseballspieler
- Daniel Johnson (Fußballspieler, 1995) (* 1995), US-amerikanischer Fußballspieler
- Daniel A. Johnson (* 1942), US-amerikanischer Diplomat
- Danny Johnson (Eishockeyspieler) (1944–1993), kanadischer Eishockeyspieler
- Danny Johnson (Musiker) (* 1948), US-amerikanischer Rockgitarrist
- Danny Johnson (Fußballspieler) (* 1993), englischer Fußballspieler
- Darius Johnson (* 2000), grenadischer Fußballspieler
- Darius Johnson-Odom (* 1989), US-amerikanischer Basketballspieler
- Darlene Johnson (1935–2009), australische Schauspielerin
- Darnell Johnson (* 1998), englischer Fußballspieler
- Darren Johnson (Dartspieler) (* 1966), englischer Dartspieler
- Darren Johnson (Politiker) (* 1966), englischer Politiker
- Darryl N. Johnson (1938–2018), US-amerikanischer Diplomat und Botschafter
- Dave Johnson (Baseballspieler, 1948) (David Charles Johnson; * 1948), US-amerikanischer Baseballspieler
- Dave Johnson (Baseballspieler, 1959) (David Wayne Johnson; * 1959), US-amerikanischer Baseballspieler
- Dave Johnson (Leichtathlet) (David Alan Johnson; * 1963), US-amerikanischer Leichtathlet
- David Johnson (Politiker) (1782–1855), US-amerikanischer Politiker
- David Johnson (Maler) (1827–1908), US-amerikanischer Maler
- David Johnson (Fotograf) (1926–2024), US-amerikanischer Jazzfotograf
- David Johnson (Sprinter, 1931) (* 1931), australischer Sprinter
- David Johnson (Komponist) (1940–2021), amerikanischer Komponist
- David Johnson (Cricketspieler, 1944) (* 1944), englischer Cricketspieler
- David Johnson (Fußballspieler, 1950) (* 1950), englischer Fußballspieler
- David Johnson (Fußballspieler, 1951) (1951–2022), englischer Fußballspieler
- David Johnson (Dreispringer) (* 1953), britischer Dreispringer
- David Johnson (Kameramann) (* 1954), englischer Kameramann
- David Johnson (Fußballspieler, 1955) (* 1955), englischer Fußballspieler
- David Johnson (Fußballspieler, 1962) (* 1962), englischer Fußballspieler
- David Johnson (Fußballspieler, 1963) (* 1963), englischer Fußballspieler
- David Johnson (Fußballspieler, 1967) (* 1967), englischer Fußballspieler
- David Johnson (Rollstuhltennisspieler) (* 1969), australischer Rollstuhltennisspieler
- David Johnson (Fußballspieler, 1970) (* 1970), englischer Fußballspieler
- David Johnson (Cricketspieler, 1971) (* 1971), indischer Cricketspieler
- David Johnson (Fußballspieler, 1976) (* 1976), jamaikanischer Fußballspieler
- David Johnson (Footballspieler) (* 1991), US-amerikanischer American-Football-Spieler
- David Johnson (Basketballspieler) (* 2001), US-amerikanischer Basketballspieler
- David Earle Johnson (19??–1998), US-amerikanischer Fusionmusiker
- David F. Johnson (1871–1951), US-amerikanischer Politiker
- David H. Johnson (1912–1996), US-amerikanischer Zoologe
- David K. Johnson (* 1962), US-amerikanischer Historiker
- David Leslie Johnson-McGoldrick, US-amerikanischer Drehbuchautor und Filmproduzent
- David Moffat Johnson (1902–1972), kanadischer Botschafter und Sprinter
- David Stifler Johnson (1945–2016), US-amerikanischer Informatiker
- David W. K. Johnson (* 1975), US-amerikanischer Komponist und Posaunist
- David Wilson-Johnson (* 1950), englischer Sänger (Bassbariton)
- Deborah Johnson (Philosophin) (* 1945), US-amerikanische Philosophin und Ethikerin
- Deborah Johnson (Schauspielerin), US-amerikanische Schauspielerin
- Debra Johnson, US-amerikanische Politikerin
- Dee Johnson, US-amerikanischer Musiker
- Delante Johnson (* 1998), US-amerikanischer Boxer
- Delos R. Johnson (1879–1955), US-amerikanischer Politiker
- DeMarco Johnson (* 1975), US-amerikanischer Basketballspieler
- Demetrious Johnson (* 1986), US-amerikanischer Mixed-Martial-Arts-Kämpfer
- Denis Johnson (1949–2017), US-amerikanischer Schriftsteller
- Dennis Johnson (Mathematiker) (1938–2018), US-amerikanischer Mathematiker und Komponist
- Dennis Johnson (Leichtathlet) (1939–2021), jamaikanischer Sprinter
- Dennis Johnson (Basketballspieler) (1954–2007), US-amerikanischer Basketballspieler
- Deon Kevin Johnson, US-amerikanischer anglikanischer Bischof
- Derek Johnson (1933–2004), britischer Leichtathlet
- DerMarr Johnson (* 1980), US-amerikanischer Basketballspieler
- Derrick Johnson (* 1982), US-amerikanischer American-Football-Spieler
- Desjuan Johnson (* 1999), US-amerikanischer American-Football-Spieler
- Dewey Johnson (Politiker) (1899–1941), US-amerikanischer Politiker (Minnesota)
- Dewey Johnson (Musiker)  (1939–2018), US-amerikanischer Jazztrompeter
- Diane Johnson (* 1934), US-amerikanische Schriftstellerin
- Dick Johnson (Segler) (Richard W. Johnson; 1923–2005), Segler der Amerikanischen Jungferninseln
- Dick Johnson (Musiker) (Richard Brown Johnson; 1925–2010), US-amerikanischer Jazzmusiker
- Dick Johnson (Tennisspieler) (1944/1945–2019), US-amerikanischer Tennisspieler
- Dink Johnson (1892–1954), US-amerikanischer Jazzmusiker
- Diontae Johnson, US-amerikanischer American-Football-Spieler
- Dominic Johnson (Journalist) (* 1966), britischer Journalist
- Dominic Johnson (Leichtathlet) (* 1975), Leichtathlet aus St. Lucia
- Dominique Johnson (Basketballspieler, 1987) (* 1987), US-amerikanischer Basketballspieler
- Dominique Johnson (Basketballspieler, 1992) (* 1992), US-amerikanisch-deutscher Basketballspieler
- Don Johnson (* 1949), US-amerikanischer Schauspieler und Sänger
- Don Johnson (Baseballspieler) (1926–2015), US-amerikanischer Baseballspieler
- Donald Johnson (* 1968), US-amerikanischer Tennisspieler
- Donald S. Johnson (* 1938), US-amerikanischer Fischkundler
- Doris Sands Johnson (1921–1983), bahamaische Politikerin und Frauenrechtlerin
- Douglas Johnson (Theologe) (1904–1991), britischer evangelikaler Theologe
- Douglas Johnson (Historiker) (1925–2005), britischer Historiker
- Douglas H. Johnson (* vor 1977), US-amerikanischer Afrikanist und Sudan-Experte
- Douglas James Johnson (1937–1998), US-amerikanischer Maler und Zeichner
- Douglas Wilson Johnson (1878–1944), US-amerikanischer Geomorphologe
- Duke Johnson (* 1979), US-amerikanischer Filmregisseur
- Duke Johnson (Footballspieler) (* 1993), US-amerikanischer American-Football-Spieler
- Dulee Johnson (* 1984), liberianischer Fußballspieler
- Dustin Johnson (* 1984), US-amerikanischer Golfer
- Dusty Johnson (* 1976), US-amerikanischer Politiker
- Dwayne Johnson (* 1972), US-amerikanischer Schauspieler und Wrestler

### E
- E. Pauline Johnson (1861–1913), kanadische Lyrikerin und Schriftstellerin
- E. Richard Johnson (1938–1997), US-amerikanischer Schriftsteller
- Earl Johnson (Musiker) (1886–1965), US-amerikanischer Musiker
- Earl Johnson (Leichtathlet) (1891–1965), US-amerikanischer Langstreckenläufer
- Earl Johnson (Eishockeyspieler) (Earl Otto Johansson; 1931–2015), kanadischer Eishockeyspieler
- Earl Silas Johnson IV (1934–2003), amerikanischer Blues- und R&B-Musiker und Songwriter, siehe Earl King
- Eastman Johnson (1824–1906), US-amerikanischer Maler
- Ed Alleyne-Johnson (* 1959), britischer Violinist
- Eddie Johnson (Rennfahrer) (1919–1974), US-amerikanischer Automobilrennfahrer
- Eddie Johnson (Musiker) (1920–2010), US-amerikanischer Musiker
- Eddie Johnson (Basketballspieler, 1955) (1955–2020), US-amerikanischer Basketballspieler
- Eddie Johnson (Basketballspieler, 1959) (* 1959), US-amerikanischer Basketballspieler
- Eddie Johnson (Fußballspieler, März 1984) (* 1984), US-amerikanischer Fußballspieler
- Eddie Johnson (Fußballspieler, September 1984) (* 1984), englischer Fußballspieler
- Eddie Bernice Johnson (1934–2023), US-amerikanische Politikerin
- Eddie T. Johnson (* 1960/1961), US-amerikanischer Polizeibeamter
- Edgar Nathaniel Johnson (1901–1969), US-amerikanischer Historiker
- Edith Johnson (1903–1988), US-amerikanische Pianistin und Sängerin
- Eduard Johnson (1840–1903), deutscher Journalist und Historiker
- Edward Johnson (Puritaner) (1598–1672), englischer Puritaner und Siedlerpionier
- Edward Johnson (General) (1816–1873), amerikanischer General im konföderierten Heer
- Edward Johnson (Fußballspieler) († 1901), englischer Fußballspieler
- Edward Johnson (Sänger) (1878–1959), kanadischer Sänger
- Edward Johnson (Unternehmer) (1930–2022), US-amerikanischer Investor und Geschäftsmann
- Edward Daniel Johnson (1816–1889), englischer Uhr- und Chronometermacher
- Edward Killingworth Johnson (1825–1896), englischer Maler
- Edwin Johnson (Historiker) (1842–1901), britischer Historiker
- Edwin C. Johnson (1884–1970), US-amerikanischer Politiker
- Edwin S. Johnson (1857–1933), US-amerikanischer Politiker
- Eldridge R. Johnson (1867–1945), US-amerikanischer Mechaniker und Unternehmer
- Elena Johnson (* 1985), Badmintonspielerin aus Guernsey
- Eliza Johnson (1810–1876), US-amerikanische First Lady
- Elizabeth Johnson (* 1941), US-amerikanische Theologin
- Elizabeth Johnson Jr. (ca. 1670–1747), Opfer der Salemer Hexenprozesse
- Ella Johnson (1923–2004), US-amerikanische Sängerin
- Ellen Johnson Sirleaf (* 1938), liberianische Ökonomin und Politikerin, Präsidentin 2006 bis 2018
- Elliot Johnson (Politiker) (1862–1932), australischer Politiker
- Elliot Johnson (Baseballspieler) (* 1984), US-amerikanischer Baseballspieler
- Elliot Johnson (Fußballspieler) (* 1994), britischer Fußballspieler
- Ellis L. Johnson  (1938–2024), US-amerikanischer Mathematiker
- Emma Johnson (Musikerin, 1966) (* 1966), britische Klarinettistin
- Emma Johnson (Schwimmerin) (* 1980), australische Schwimmerin
- Emma Johnson (Jazzmusikerin) (* um 1995), britische Jazzmusikerin
- Emma Johnson (Handballspielerin) (* 1997), US-amerikanische Beachhandballspielerin
- Enoch L. Johnson (1883–1968), US-amerikanischer Politiker
- Enotris Johnson, US-amerikanischer Songwriter oder US-amerikanische Songwriterin
- Ellsworth Johnson (1905–1968), US-amerikanischer Mobster
- Elondust Patrick Johnson (* 1967), US-amerikanischer Autor und Soziologe
- Eric Johnson (Musiker) (* 1954), amerikanischer Musiker
- Eric Johnson (Schauspieler) (* 1979), kanadischer Schauspieler
- Eric Johnson (Drehbuchautor), US-amerikanischer Drehbuchautor
- Eric Johnson (Politiker) (* 1975), US-amerikanischer Politiker aus Texas
- Eric Johnson (Footballspieler, 1979) (* 1979), US-amerikanischer American-Football-Spieler
- Eric Lee Johnson (1959–2020), US-amerikanischer Musicaldarsteller und Schauspieler
- Eric Johnson (Footballspieler, 1998) (* 1998), US-amerikanischer American-Football-Spieler

- Erica Johnson Debeljak (* 1961), US-amerikanisch-slowenische Autorin, Übersetzerin und Kolumnistin
- Erik Johnson (* 1988), US-amerikanischer Eishockeyspieler
- Erin Johnson (* 1990), US-amerikanische Volleyballspielerin
- Erling Johnson (1893–1967), norwegischer Chemiker
- Ernest Johnson (1886–1963), britischer Eishockeyspieler, siehe Moose Johnson
- Ernest Johnson (Radsportler) (Ernest Alfred Johnson; 1912–1997), britischer Radrennfahrer
- Ernest Leonard Johnson (vor 1900–um 1977), südafrikanischer Astronom
- Ervin Johnson (* 1967), US-amerikanischer Basketballspieler
- Estelle Johnson (* 1988), US-amerikanische Fußballspielerin
- Ethel Johnson (1908–1964), britische Leichtathletin
- Evelyn Johnson (1909–2012), US-amerikanische Pilotin
- Eyvind Johnson (1900–1976), schwedischer Schriftsteller

### F
- F. Ross Johnson (1931–2016), kanadisch-US-amerikanischer Manager
- Fabian Johnson (* 1987), deutsch-US-amerikanischer Fußballspieler
- Fallah Johnson (* 1976), liberianischer Fußballspieler
- Felisha Johnson (* 1989), US-amerikanische Kugelstoßerin
- Fenton Johnson (Schriftsteller, 1888) (1888–1958), US-amerikanischer Schriftsteller, Lyriker und Herausgeber
- Fenton Johnson (Schriftsteller, 1953) (* 1953), US-amerikanischer Schriftsteller, Anglist und Hochschullehrer
- Ferd Johnson (1905–1996), US-amerikanischer Comiczeichner
- Floyd Johnson (Candy Johnson; 1922–1981), US-amerikanischer Saxophonist
- Folke Johnson (1887–1962), schwedischer Segler
- Francis Johnson (Geistlicher) (1562/1563–1618), britischer Geistlicher
- Francis Johnson (Politiker) (1776–1842), US-amerikanischer Politiker
- Francis Johnson (Komponist) (1792–1844), US-amerikanischer Komponist und Musiker
- Francis Johnson (Basketballspieler) (Francis Lee Johnson; 1910–1997), US-amerikanischer Basketballspieler
- Frank Johnson (Politiker, 1848) (1848–1904), australischer Journalist und Politiker
- Frank Johnson (Politiker, 1855) (1855–1921), australischer Politiker, Bürgermeister von Adelaide
- Frank Johnson (Baseballspieler) (* 1942), US-amerikanischer Baseballspieler

- Frank Tenney Johnson (1874–1939), US-Maler
- Franklin Standard Johnson (* 1949), kubanischer Basketballspieler, siehe Franklin Standard
- Fred Gustus Johnson (1876–1951), US-amerikanischer Politiker
- Freddy Johnson (1904–1961), US-amerikanischer Sänger, Pianist und Bandleader
- Frederick Johnson (Anthropologe) (1904–1994), US-amerikanischer Anthropologe und Kurator
- Frederick Johnson (Musiker), US-amerikanischer Sänger (Bariton) und Gitarrist
- Frederick A. Johnson (1833–1893), US-amerikanischer Politiker
- Frederick William Johnson (1917–1993), kanadischer Richter und Politiker
- Fredrik Johnson (* 1963), schwedischer Squashspieler

### G
- G. David Johnson, US-amerikanischer Ichthyologe
- Gabriel Johnson (* 1980), US-amerikanischer Musiker
- Garry Johnson (* 1937), britischer General
- Gary Johnson (Footballspieler, 1952) (1952–2010), US-amerikanischer American-Football-Spieler
- Gary Johnson (Fußballtrainer) (* 1955), englischer Fußballtrainer
- Gary Johnson (Rennfahrer) (* 1980), britischer Motorradrennfahrer
- Gary Johnson (Basketballspieler) (* 1982), US-amerikanisch-deutscher Basketballtrainer und früherer -spieler
- Gary E. Johnson (* 1953), US-amerikanischer Politiker
- Gavin Johnson (Rugbyspieler) (Gavin Keith Johnson; * 1966), südafrikanischer Rugby-Union-Spieler
- Gavin Johnson (Fußballspieler) (* 1970), englischer Fußballspieler
- Gea Johnson (* 1967), US-amerikanischer Bobfahrerin
- Geir Johnson (Musiker) (1953–2021), norwegischer Komponist und Autor
- Geir Johnson (Skispringer) (* 1965), norwegischer Skispringer
- Gene Johnson (* 1941), US-amerikanischer Hochspringer
- General Norman Johnson (1941–2010), US-amerikanischer Sänger
- Genevieve Fuji Johnson (* 1968), kanadische Politikwissenschaftlerin
- Geordie Johnson (* 1953), kanadischer Schauspieler
- Georgann Johnson (1926–2018), US-amerikanische Schauspielerin
- George Johnson (Fußballspieler, 1871) (1871–1934), englischer Fußballspieler
- George Johnson (Fußballspieler, Oktober 1888) (1888–1959), irischer Fußballspieler
- George Johnson (Tenorsaxophonist) (* um 1900), US-amerikanischer Jazzmusiker
- George Johnson (Fußballspieler, 1903) (1903–??), englischer Fußballspieler
- George Johnson (Fußballspieler, 1904) (1904–1985), englischer Fußballspieler
- George Johnson (Fußballspieler, 1907) (1907–1989), englischer Fußballspieler
- George Johnson (Fußballspieler, 1913) (1913–1989), englischer Fußballspieler
- George Johnson (Altsaxophonist) (* 1913), US-amerikanischer Jazzmusiker
- George Johnson (Sportschütze) (* 1915), puerto-ricanischer Sportschütze
- George Johnson (Politiker) (1920–1995), kanadischer Mediziner und Politiker
- George Johnson (Fußballspieler, 1932) (1932–2002), englischer Fußballspieler
- George Johnson (Fußballspieler, 1936) (1936–2011), englischer Fußballspieler
- George Johnson (Leichtathlet) (* 1938), liberianischer Leichtathlet
- George Johnson (Boxer), US-amerikanischer Boxer
- George Johnson (Basketballspieler, 1947) (* 1947), US-amerikanischer Basketballspieler
- George Johnson (Basketballspieler, 1948) (* 1948), US-amerikanischer Basketballspieler
- George Johnson (* 1953), US-amerikanischer Musiker, siehe The Brothers Johnson
- George Johnson (Basketballspieler, 1956) (* 1956), US-amerikanischer Basketballspieler
- George Johnson (Footballspieler) (* 1987), US-amerikanischer American-Football-Spieler
- George Clayton Johnson (1929–2015), US-amerikanischer Autor und Schauspieler
- George Henry Martin Johnson (1816–1884), Häuptling der Mohawk
- George W. Johnson (1846/50–1914), US-amerikanischer Sänger
- George William Johnson (1869–1944), US-amerikanischer Politiker
- Georgia Johnson (* 1998), australische Beachvolleyballspielerin
- Georgia Douglas Johnson (1877/1886–1966), US-amerikanische Lyrikerin, Dramatikerin und Komponistin
- Gerald Johnson, US-amerikanischer Schauspieler, Produzent und Synchronsprecher
- Gerry Johnson (* vor 1968), britischer Wirtschaftswissenschaftler und Hochschullehrer
- Ginger Johnson (um 1920–1972), nigerianischer Perkussionist
- Gisle Johnson (1822–1894), norwegischer Theologe
- Glen Johnson (Fußballspieler, 1951) (* 1951), kanadischer Fußballspieler
- Glen Johnson (Boxer) (* 1969), jamaikanischer Boxer
- Glen Johnson (Fußballspieler, 1984) (* 1984), englischer Fußballspieler
- Glen D. Johnson (1911–1983), US-amerikanischer Politiker
- Glory Johnson (* 1990), US-amerikanische Basketballspielerin
- Gordon Johnson (* 1946), australischer Radrennfahrer
- Graham Johnson (* 1950), britischer Pianist
- Greg Johnson (1971–2019), kanadischer Eishockeyspieler
- Gregg Johnson (* 1982), US-amerikanischer Eishockeyspieler
- Gregory Carl Johnson (Ray J; * 1954), US-amerikanischer Astronaut
- Gregory H. Johnson (* 1962), US-amerikanischer Astronaut
- Grove L. Johnson (1841–1926), US-amerikanischer Politiker
- Gun Birgit Johnson (* 1929), schwedische Sängerin, Schauspielerin, Textdichterin und Malerin, siehe Bibi Johns
- Gus Johnson (Musiker) (1913–2000), US-amerikanischer Schlagzeuger
- Gus Johnson (Basketballspieler) (1938–1987), US-amerikanischer Basketballspieler

### H
- Hailey Johnson (* 1997), US-amerikanische Schauspielerin
- Haley Johnson (* 1981), US-amerikanische Biathletin
- Halle Tanner Dillon Johnson (1864–1901), US-amerikanische Ärztin und Hochschullehrerin
- Hank Johnson (* 1954), US-amerikanischer Politiker
- Hannah Johnson, Geburtsname von Hannah Forster (Politikerin) (1893–1966), gambische Unternehmerin und Politikerin
- Hansford T. Johnson (* 1936), pensionierter General der US Air Force und kommissarischer Marineminister der USA
- Harold Johnson (Boxer) (1928–2015), US-amerikanischer Boxer
- Harold Keith Johnson (1912–1983), US-amerikanischer General
- Harold Lester Johnson (1921–1980), US-amerikanischer Astronom
- Harold T. Johnson (1907–1988), US-amerikanischer Politiker
- Harry Johnson (Barkeeper) (1845–1933), deutsch-amerikanischer Barkeeper
- Harry Johnson (Fußballspieler, 1876) (1876–1940), englischer Fußballspieler
- Harry Johnson (Boxer) (1887–1947), britischer Boxer
- Harry Johnson (Tennisspieler), US-amerikanischer Tennisspieler
- Harry Johnson (Gärtner) (1894–1987), US-amerikanischer Gärtner
- Harry Johnson (Fußballspieler, 1897) (1897–??), englischer Fußballspieler
- Harry Johnson (Fußballspieler, 1899) (1899–1981), englischer Fußballspieler
- Harry Johnson (Ringer), britischer Ringer
- Harry Johnson (Fußballspieler, 1910) (1910–1981), englischer Fußballspieler
- Harry Johnson (Fußballspieler, 1913) (1913–1976), englischer Fußballspieler
- Harry Johnson (Musikproduzent) (1945–2013), jamaikanischer Musikproduzent
- Harry Gordon Johnson (1923–1977), kanadischer Ökonom
- Harvey H. Johnson (1808–1896), US-amerikanischer Politiker
- Hassan Johnson (* 1976), US-amerikanischer Schauspieler
- Haynes Johnson (1931–2013), US-amerikanischer Journalist
- Helene Johnson (auch Helen Johnson, 1907–1995), US-amerikanische Lyrikerin
- Herman E. Johnson (1909–1975), US-amerikanischer Country-Blues-Musiker
- Henry Johnson (1783–1864), US-amerikanischer Politiker
- Henry Johnson (Fußballspieler) (1897–1962), englischer Fußballspieler
- Henry Johnson (Bluesmusiker) (1908–1974), US-amerikanischer Bluesmusiker
- Henry Johnson (Jazzmusiker) (* 1954), US-amerikanischer Jazzgitarrist
- Henry Johnson (Soldat im Ersten Weltkrieg) (1892–1929), hochdekorierter US-Soldat
- Henry U. Johnson (1850–1939), US-amerikanischer Politiker
- Herschel Vespasian Johnson (1812–1880), US-amerikanischer Politiker
- Hewlett Johnson (1874–1966), britischer Geistlicher, Dekan von Canterbury
- Hilary R. W. Johnson (1837–1901), liberianischer Politiker, Präsident 1884 bis 1892
- Hilde Frafjord Johnson (* 1963), norwegische Politikerin
- Hiram Johnson (1866–1945), US-amerikanischer Politiker
- Holly Johnson (* 1960), britischer Sänger
- Howard Johnson (Songwriter) (1887–1941), US-amerikanischer Songwriter
- Howard Johnson (Altsaxophonist) (1905–1991), US-amerikanischer Jazzmusiker (Altsaxophon, Klarinette)
- Howard Johnson (Politiker) (1910–2000), britischer Politiker
- Howard Johnson (1915–2000), US-amerikanischer Stepptänzer und politischer Aktivist, siehe Stretch Johnson
- Howard Johnson (Fußballspieler) (1925–2015), britischer Fußballspieler
- Howard Johnson (1941–2021), US-amerikanischer Jazzmusiker (Tuba, Baritonsaxophon)
- Howard Johnson (Sänger) (* 1956), US-amerikanischer Sänger
- Howard Johnson (Baseballspieler) (* 1960), US-amerikanischer Baseballspieler
- Howard David Johnson (* 1954), US-amerikanischer Maler und Illustrator
- Howard Deering Johnson (1897–1972), US-amerikanischer Unternehmer
- Howard Hille Johnson (1846–1913), US-amerikanischer Blindenlehrer und Autor
- Howard Wesley Johnson (1922–2009), US-amerikanischer Wirtschaftswissenschaftler und Wissenschaftsmanager
- Horace Richard Johnson (1926–2012), US-amerikanischer Hochfrequenztechniker und Unternehmer
- Hoyt Johnson (1935–1989), US-amerikanischer Musiker
- Hugh Johnson (* 1939), englischer Weinkritiker
- Hugh Johnson (Kameramann) (1946–2015), irischer Kameramann und Filmregisseur
- Hugh S. Johnson (1882–1942), US-amerikanischer General
- Hugo Johnson (1908–1983), schwedischer Segler
- Hunter Johnson (* 1994), US-amerikanischer Tennisspieler

### I
- Ian Johnson (Cricketspieler) (1917–1998), australischer Cricketspieler
- Ian Johnson (Wasserballspieler) (John Thomson Johnson; 1930–2001), britischer Wasserballspieler
- Ian Johnson (Informationswissenschaftler) (Ian Martin Johnson; * 1945), Informationswissenschaftler
- Ian Johnson (Badminton) (* um 1955), kanadischer Badmintonspieler
- Ian Johnson (Fußballspieler, 1960) (* 1960), englischer Fußballspieler
- Ian Johnson (Autor) (* 1962), kanadisch-amerikanischer Journalist und Buchautor
- Ian Johnson (Fußballspieler, 1969) (* 1969), englischer Fußballspieler
- Ian Johnson (Fußballspieler, 1975) (* 1975), englischer Fußballspieler
- Irving McClure Johnson (1905–1991), US-amerikanischer Autor und Segler
- Isaac Johnson (Politiker) (1803–1853), US-amerikanischer Politiker (Demokratische Partei) (Louisiana)
- Isaac Johnson (Chemiker) (1811–1911), englischer Chemiker
- Isaac Wallace-Johnson (1894–1965), sierra-leonischer Menschenrechtsaktivist, Politiker und Gewerkschafter

### J
- J. J. Johnson (James Louis Johnson; 1924–2001), US-amerikanischer Jazzposaunist
- J. Leroy Johnson (Justin Leroy Johnson; 1888–1961), US-amerikanischer Politiker
- J. McMillan Johnson (Joseph McMillan Johnson; 1912–1990), US-amerikanischer Szenenbildner und Filmtechniker
- J. Quinton Johnson (* 1994), US-amerikanischer Sänger und Schauspieler
- Jack Johnson (Boxer) (1878–1946), US-amerikanischer Boxer
- Jack Johnson (Musiker) (* 1975), US-amerikanischer Surfer und Popmusiker
- Jack Johnson (Eishockeyspieler) (* 1987), US-amerikanischer Eishockeyspieler
- Jack Johnson (Schauspieler) (* 1987), US-amerikanischer Schauspieler
- Jack D. Johnson (1929–2008), US-amerikanischer Musik-Manager
- Jackson Powers-Johnson (* 2003), US-amerikanischer American-Football-Spieler
- Jacob Johnson (1847–1925), US-amerikanischer Politiker
- Jade Johnson (* 1980), britische Leichtathletin
- Jake Johnson (* 1978), US-amerikanischer Schauspieler
- Jake Johnson (Rennfahrer) (* 1984), US-amerikanischer Motocrossfahrer
- Jakob Johnson (* 1994), deutscher American-Football-Spieler
- Jalen Johnson (* 2001), US-amerikanischer Basketballspieler
- James Johnson (Bischof) († 1774), Bischof von Gloucester und Worcester
- James Johnson (Politiker, vor 1788) (vor 1788–1825), US-amerikanischer Politiker (Virginia)
- James Johnson (Politiker, 1774) (1774–1826), US-amerikanischer Politiker (Kentucky)
- James Johnson (Politiker, 1811) (1811–1891), US-amerikanischer Politiker (Georgia)
- James Johnson (Politiker, 1855) (1855–1929), kanadischer Politiker (Manitoba)
- James Johnson (Leichtathlet) († vor 2009), US-amerikanischer Sprinter
- James Johnson (Ringer) (* 1958), US-amerikanischer Ringer
- James Johnson (Basketballspieler) (* 1987), US-amerikanischer Basketballspieler
- James A. Johnson (* 1943), US-amerikanischer Unternehmer
- James Augustus Johnson (1829–1896), US-amerikanischer Politiker
- James Austin Johnson (* 1989), US-amerikanischer Comedian
- James Edgar Johnson (1915–2001), britischer Jagdflieger
- James H. Johnson (James Henry Johnson; 1874–1921), britischer Eiskunstläufer
- James H. Johnson (1929–2008), US-amerikanischer Generalmajor
- James H. Johnson junior (James Houston Johnson Jr.; 1937–2023), US-amerikanischer Generalleutnant
- James Hutchins Johnson (1802–1887), US-amerikanischer Politiker
- James Leeper Johnson (1818–1877), US-amerikanischer Politiker
- James P. Johnson (James Price Johnson; 1894–1955), US-amerikanischer Pianist und Komponist
- James Paul Johnson (1930–2023), US-amerikanischer Politiker
- James Weldon Johnson (1871–1938), US-amerikanischer Schriftsteller
- James Yate Johnson (1820–1900), britischer Naturforscher
- Jamie Johnson (Judoka) (* 1972), britischer Judoka
- Jamie Johnson (Regisseur) (* 1979), US-amerikanischer Regisseur
- Jamie Johnson, Geburtsname von Jamie Haskell (* 1980), US-amerikanische Curlerin
- Jamie Johnson (Eishockeyspieler) (* 1982), kanadischer Eishockeyspieler
- Jamie Johnson (Sänger), britischer Popsänger

- Jan Johnson (1950–2025), US-amerikanischer Leichtathlet
- Jane Johnson (* 1960), britische Autorin
- Janique Johnson (* 1991), deutsch-US-amerikanische Moderatorin
- Jared Emerson-Johnson (* 1981), US-amerikanischer Videospielkomponist
- Jason Johnson (Basketballspieler) (* 1977), US-amerikanisch-österreichischer Basketballspieler
- Jason Johnson (Footballspieler, 1965) (* 1965), US-amerikanischer American-Football-Spieler
- Jason Johnson (Footballspieler, 1974) (* 1974), US-amerikanischer American-Football-Spieler
- Jason Johnson (Footballspieler, 1979) (* 1979), US-amerikanischer American-Football-Spieler
- Jason Johnson (Fußballspieler) (* 1990), jamaikanischer Fußballspieler
- Jay Johnson (1928–1954), US-amerikanischer Sänger
- Jay L. Johnson (* 1946), US-amerikanischer Marineoffizier
- Jay W. Johnson (1943–2009), US-amerikanischer Politiker
- Jaylon Johnson (* 1999), US-amerikanischer American-Football-Spieler
- Jaymar Johnson (* 1984), US-amerikanischer American-Football-Spieler
- Jed Johnson senior (1888–1963), US-amerikanischer Politiker
- Jed Johnson junior (1939–1993), US-amerikanischer Politiker
- Jed Johnson (Filmeditor) (1948–1996), US-amerikanischer Filmeditor, Kameramann und Produzent
- Jef Lee Johnson (1958–2013), US-amerikanischer Musiker und Sänger
- Jeff Johnson (Countrymusiker) (Jeff David Johnson; 1942–2010), US-amerikanischer Countrymusiker
- Jeff Johnson (Bassist) (* 1954), US-amerikanischer Jazzbassist
- Jeff Johnson (Politiker, 1958) (Jeffrey D. Johnson; * 1958), US-amerikanischer Politiker (Ohio)
- Jeff Johnson (Politiker, 1966) (* 1966), US-amerikanischer Politiker (Minnesota)
- Jeffery Thomas Johnson, US-amerikanischer Schauspieler
- Jeffrey Johnson (* 1970), US-amerikanischer Schauspieler
- Jeh Johnson (* 1957), US-amerikanischer Politiker
- Jemal Johnson (* 1985), US-amerikanischer Fußballspieler
- Jenna Johnson (* 1967), US-amerikanische Schwimmerin
- Jermaina Johnson (* 1980), jamaikanischer Fußballspieler
- Jermaine Johnson (Fußballspieler) (* 1980), jamaikanischer Fußballspieler
- Jermaine Johnson (Filmproduzent), Filmproduzent
- Jermaine Johnson (Footballspieler) (* 1999), US-amerikanischer American-Football-Spieler
- Jerome L. Johnson (* 1935), US-amerikanischer Admiral
- Jeromus Johnson (1775–1846), US-amerikanischer Politiker
- Jerry Jamar Johnson (* 1982), kasachisch-US-amerikanischer Basketballspieler
- Jervis Johnson (* 1959), britischer Spieleentwickler
- Jesse Johnson (Musiker) (* 1960), US-amerikanischer Gitarrist
- Jesse Johnson (Schauspieler) (* 1982), US-amerikanischer Schauspieler
- Jesse V. Johnson (* 1971), britischer Stuntman, Filmregisseur und Drehbuchautor
- Jessica Johnson (* 1981), britische Schauspielerin
- Jill Johnson (* 1973), schwedische Sängerin
- Jim Johnson (Eishockeyspieler, 1942) (1942–2021), kanadischer Eishockeyspieler
- Jim Johnson (Eishockeyspieler, 1962) (* 1962), US-amerikanischer Eishockeyspieler
- Jimmie Johnson (* 1975), US-amerikanischer Automobilrennfahrer
- Jimmy Johnson (Schlagzeuger), amerikanischer Schlagzeuger
- Jimmy Johnson (Rockabilly-Musiker), amerikanischer Musiker und Sänger
- Jimmy Johnson (Bluesmusiker) (eigentlich Jimmy Thompson; 1928–2022), amerikanischer Blues-Musiker und Sänger
- Jimmy Johnson (Footballspieler) (1938–2024), amerikanischer American-Football-Spieler
- Jimmy Johnson (Footballtrainer) (* 1943), amerikanischer American-Football-Trainer
- Jimmy Johnson (Gitarrist) (1943–2019), amerikanischer Studiomusiker
- Jimmy Johnson (Bassist) (* 1956), amerikanischer Musiker
- Jinson Johnson (* 1991), indischer Leichtathlet
- Jo Johnson (* 1971), britischer Journalist und Politiker (Conservative Party)
- Joanna Johnson (* 1961), US-amerikanische Schauspielerin und Drehbuchautorin
- Joe Johnson (Fußballspieler, 1882) (1882–??), englischer Fußballspieler
- Joe Johnson (Fußballspieler, 1900) (1900–1976), englischer Fußballspieler
- Joe Johnson (Fußballspieler, 1911) (1911–1983), englischer Fußballspieler
- Joe Johnson (Fußballspieler, 1916) (1916–2011), englischer Fußballspieler
- Joe Johnson (Fußballspieler, 1920) (1920–??), schottischer Fußballspieler
- Joe Johnson (Fußballspieler, 2006) (* 2006), englischer Fußballspieler
- Joe Johnson (Footballspieler, 1962), US-amerikanischer American-Football-Spieler auf der Position des Wide Receivers
- Joe Johnson (Footballspieler, 1972), US-amerikanischer American-Football-Spieler auf der Position des Defensive Ends
- Joe Johnson (Snookerspieler) (* 1952), englischer Snookerspieler
- Joe Johnson (Basketballspieler) (* 1981), US-amerikanischer Basketballspieler
- Joey Johnson (Musiker) (* 1981), US-amerikanischer Jazzmusiker
- Joe L. Johnson, US-amerikanischer Politiker, Bürgermeister von Bountiful, Utah
- Joe Lee Johnson (1929–2005), US-amerikanischer Rennfahrer
- John Johnson (Komponist) (1540–1594), englischer Lautenist und Komponist
- John Johnson (Richter), US-amerikanischer Richter
- John Johnson (Politiker) (1805–1867), irisch-amerikanischer Politiker (Ohio)
- John Johnson (Radsportler), US-amerikanischer Radsportler
- John Johnson (Jazzmusiker) (auch Plas Johnson; * 1931), US-amerikanischer Jazzsaxophonist und Flötist
- John Johnson (Basketballspieler, 1947) (1947–2016), US-amerikanischer Basketballspieler
- John Johnson (Basketballspieler, 1959) (* 1959), englisch-US-amerikanischer Basketballspieler
- John Johnson (Footballspieler, 1941) (* 1941), US-amerikanischer American-Football-Spieler
- John Johnson (Footballspieler, 1968) (* 1968), US-amerikanischer American-Football-Spieler
- John Johnson (Eishockeyspieler), kanadischer Eishockeyspieler
- John Johnson (Fußballspieler) (* 1988), englischer Fußballspieler
- John Johnson III (* 1995), US-amerikanischer American-Football-Spieler
- John Albert Johnson (1861–1909), US-amerikanischer Politiker
- John Asher Johnson, US-amerikanischer Astronom und Astrophysiker
- John Bertrand Johnson (1887–1970), US-amerikanischer Physiker
- John Coleman DeGraft-Johnson (1919–1977), ghanaischer Schriftsteller, Historiker, Ökonom und Philosoph
- John D. Johnson (* 1952), pensionierter US-amerikanischer Generalleutnant
- John G. Johnson (1840–1917), US-amerikanischer Jurist und Kunstsammler
- John H. Johnson (1918–2005), US-amerikanischer Publizist
- John Henry Johnson (1929–2011), US-amerikanischer American-Football-Spieler
- John J. Johnson (1912–2004), US-amerikanischer Historiker
- John S. Johnson (1873–1934), US-amerikanischer Radsportler
- John Jeremiah Johnson (1824–1900), US-amerikanischer Trapper, Entdecker und Abenteurer
- John Mercer Johnson (1818–1868), britisch-kanadischer Politiker
- John Michael Johnson (* 1968), US-amerikanischer Boxer
- John Neely Johnson (1825–1872), US-amerikanischer Politiker
- John Telemachus Johnson (1788–1856), US-amerikanischer Politiker
- John William Fordham Johnson (1866–1938), kanadischer Manager
- Johnnie Johnson (1924–2005), US-amerikanischer Pianist und Komponist
- Johnny Johnson (Musiker) (Malcolm Johnson; 1898/1902–1979), US-amerikanischer Musiker, Komponist und Bandleader
- Johnny Johnson (Offizier) (George Leonard Johnson; 1921–2022), britischer Luftwaffenoffizier
- Johnny Johnson (Footballspieler, 1968) (Johnny Johnson Jr.; * 1968), US-amerikanischer American-Football-Spieler
- Johnny Johnson (Footballspieler, 1999) (Johnny Johnson III; * 1999), US-amerikanischer American-Football-Spieler
- Jon Johnson (* 1954), US-amerikanischer Tontechniker
- Jonathan Johnson (* 1976), niederländischer Politiker
- Jon’Vea Johnson (* 1995), US-amerikanischer American-Football-Spieler
- Jordan Johnson (* 1986), englischer Fußballspieler
- Joseph Johnson (Verleger) (1738–1809), britischer Verleger
- Joseph Johnson (Gouverneur) (1785–1877), US-amerikanischer Politiker
- Joseph B. Johnson (1893–1986), US-amerikanischer Politiker
- Joseph T. Johnson (1858–1919), US-amerikanischer Politiker
- Joseph W. S. deGraft-Johnson (1933–1999), ghanaischer Politiker
- Josephine Johnson (1910–1990), US-amerikanische Autorin
- Josh Johnson (Fußballspieler, 1884) (Joshua Johnson; 1884–??), englischer Fußballtorhüter
- Josh Johnson (Fußballspieler, 1981) (Josh Thor Johnson; * 1981), Fußballspieler für Trinidad und Tobago
- Josh Johnson (Baseballspieler) (Joshua Michael Johnson; * 1984), US-amerikanischer Baseballspieler
- Josh Johnson (Footballspieler, 1986) (Joshua Javon Johnson; * 1986), US-amerikanischer Footballspieler (Quarterback)
- Josh Johnson (Footballspieler, 1990) (Joshua Lutrail Johnson; * 1990), US-amerikanischer Footballspieler (Cornerback)
- Josh Johnson (Musiker) (Joshua Adam Hvidston Johnson; * um 1990), US-amerikanischer Musiker
- Josh Johnson (Radsportler), US-amerikanischer Cyclocrossfahrer
- Joshua J. Johnson (* 1976), US-amerikanischer Leichtathlet
- Josie Johnson (* 2006), US-amerikanische Skispringerin
- Jotham Johnson (1905–1967), US-amerikanischer Klassischer Archäologe
- Joyce Johnson (Schriftstellerin) (* 1935), US-amerikanische Schriftstellerin
- Joyce F. Johnson (* 1922), US-amerikanische Organistin und Pianistin
- Julie Johnson (* 1966), US-amerikanische Politikerin
- Justin Cale Johnson (* 1971), US-amerikanischer Altorientalist
- Juwan Johnson (* 1996), US-amerikanischer American-Football-Spieler

### K
- Kaj Johnson (* 1984), kanadischer Naturbahnrodler
- Kannard Johnson (* 1965), US-amerikanischer Basketballspieler
- Karl Johnson, bekannt als Karl Gerhard (1891–1964), schwedischer Sänger, Schauspieler und Regisseur
- Karl Johnson (* 1948), britischer Schauspieler
- Karl M. Johnson (1929–2023), Virologe
- Katarina Johnson-Thompson (* 1993), britische Leichtathletin
- Kate Lang Johnson (* 1984), US-amerikanische Schauspielerin und Model
- Katherine Johnson (1918–2020), US-amerikanische Mathematikerin
- Katherine Johnson (Ruderin) (* 1978), US-amerikanische Ruderin
- Kathryn Johnson (Hockeyspielerin, 1963) (* 1963), kanadische Feldhockeyspielerin
- Kathryn Johnson (Hockeyspielerin, 1967) (* 1967), britische Feldhockeyspielerin
- Kathryn Johnson (Rugbyspielerin) (* 1991), US-amerikanische Rugbyspielerin
- Katie Johnson (1878–1957), britische Schauspielerin
- Katie Johnson (Fußballspielerin) (* 1994), US-amerikanisch-mexikanische Fußballspielerin
- Kay Johnson (1904–1975), US-amerikanische Schauspielerin
- Keen Johnson (1896–1970), US-amerikanischer Politiker
- Keean Johnson (* 1996), US-amerikanischer Schauspieler
- Keg Johnson (1908–1967), US-amerikanischer Jazz-Posaunist
- Keith Johnson (Diplomat) (1921–2009), jamaikanischer Diplomat
- Keith Johnson (1942–2020), US-amerikanischer Musiker
- Kejuan Johnson (* 1985), US-amerikanischer Basketballspieler
- Keldon Johnson (* 1999), US-amerikanischer Basketballspieler
- Kelly Johnson (1910–1990), US-amerikanischer Flugzeugkonstrukteur, siehe Clarence Johnson
- Kelly Johnson (Gitarristin) (1958–2007), englische Gitarristin und Sängerin
- Kelly Johnson (Eiskunstläuferin) (* 1961), kanadische Eiskunstläuferin
- Ken Johnson (Musiker) (1914–1941), britischer Tänzer und Bandleader
- Ken Johnson (Basketballspieler) (* 1978), US-amerikanischer Basketballspieler
- Kendall Johnson (* 1991), US-amerikanische Fußballspielerin
- Kendrick Johnson (* 1975), US-amerikanischer Basketballspieler
- Kenneth Johnson (Leichtathlet) (1928–2015), britischer Langstrecken-, Cross- und Hindernisläufer
- Kenneth Johnson (Regisseur) (* 1942), US-amerikanischer Schauspieler, Regisseur und Produzent
- Kenneth Johnson (* 1963), US-amerikanischer Schauspieler, siehe Kenny Johnson
- Kenneth Johnson (Sportschütze) (* 1968), US-amerikanischer Sportschütze
- Kenneth A. Johnson (1931–1999), US-amerikanischer Physiker
- Kenneth L. Johnson (1925–2015), britischer Ingenieur
- Kenny Johnson (* 1963), US-amerikanischer Schauspieler
- Kent Johnson (* 2002), kanadischer Eishockeyspieler
- Kerry Johnson (* 1963), australische Sprinterin
- Kervin Johnson (* 1990), honduranischer Fußballspieler
- Kevin Johnson (Sänger) (* 1942), australischer Singer-Songwriter
- Kevin Johnson (Manager) (* 1960), US-amerikanischer Manager
- Kevin Johnson (Basketballspieler, 1966) (* 1966), US-amerikanischer Basketballspieler und Politiker
- Kevin Johnson (Basketballspieler, 1979) (* 1979), US-amerikanischer Basketballspieler
- Kevin Johnson (Boxer) (* 1979), US-amerikanischer Boxer
- Kevin Johnson (Footballspieler) (* 1992), US-amerikanischer American-Football-Spieler
- Kevin L. Johnson (Politiker) (* 1960), US-amerikanischer Politiker
- Kevin L. Johnson (Schauspieler), US-amerikanischer Schauspieler
- Keyshawn Johnson (* 1972), US-amerikanischer American-Football-Spieler
- Kibwe Johnson (* 1981), US-amerikanischer Leichtathlet
- Kij Johnson (* 1961), US-amerikanische Science-Fiction-Autorin
- Kirk Johnson (* 1972), kanadischer Boxer
- Kirsten Johnson (* 1965), US-amerikanische Kamerafrau, Filmproduzentin und Regisseurin
- Kris Johnson (Basketballspieler) (* 1975), US-amerikanischer Basketballspieler
- Kris Johnson (Baseballspieler) (* 1984), US-amerikanischer Baseballspieler
- Kristina M. Johnson (* 1957), US-amerikanische Ingenieurin

### L
- Lady Bird Johnson (1912–2007), US-amerikanische First Lady
- Lamar Johnson (Baseballspieler) (* 1950), US-amerikanischer Baseballspieler
- Lamar Johnson (Fußballspieler) (Lamar Joseph Johnson, * 1991), englisch-lucianischer Fußballspieler
- Lamar Johnson (Schauspieler) (* 1994), kanadischer Schauspieler und Tänzer
- Lamont Johnson (Regisseur) (Ernest Lamont Johnson, Jr.; 1922–2010), US-amerikanischer Schauspieler und Film- und Fernsehregisseur
- LaMont Johnson (Musiker) (1941–1999), US-amerikanischer Jazzpianist
- Lane Johnson (* 1990), US-amerikanischer American-Football-Spieler
- Larry Johnson (Filmproduzent) (1947–2010), US-amerikanischer Film- und Musikproduzent
- Larry Johnson (* 1969), US-amerikanischer Basketballspieler
- Laura Johnson (* 1957), US-amerikanische Schauspielerin
- Laurie Johnson (1927–2024), englischer Komponist
- Lawrence Johnson (* 1974), US-amerikanischer Stabhochspringer
- Lawrence Alexander Sidney Johnson (1925–1997), australischer Botaniker
- Leavander Johnson (1969–2005), US-amerikanischer Boxer
- Lee Johnson (Jurist) (1930–2009), US-amerikanischer Jurist, Offizier und Politiker
- Lee Johnson (Basketballspieler) (* 1957), US-amerikanischer Basketballspieler
- Lee Johnson (Fußballspieler) (* 1981), englischer Fußballspieler und -trainer
- Lem Johnson (1909–1989), US-amerikanischer Jazzmusiker
- Lennie Johnson (* 1953), deutsche Schauspielerin
- Lenworth Johnson, antiguanischer Jurist und Politiker
- Leon Johnson (* 1981), grenadischer Fußballspieler
- Léon Johnson (1876–1943), französischer Sportschütze
- Leslie Johnson (1912–1959), britischer Autorennfahrer und Rennstallbesitzer
- Leslie Wilson Johnson (1916–2000), australischer Verwaltungsbeamter und Diplomat
- Lester Johnson (1901–1975), US-amerikanischer Politiker
- Lexi Johnson (* 1992), US-amerikanische Schauspielerin
- Lia Marie Johnson (* 1996), US-amerikanische Schauspielerin, Sängerin und Webvideoproduzentin
- Liesl Müller-Johnson († 2014), österreichische Chansonsängerin
- Lil Johnson (* 1900), US-amerikanische Bluessängerin
- Lilian Johnson (1923–2005), gambische Pädagogin, Kolumnistin und Politikerin
- Lindsay Johnson (* 1980), englische Fußballspielerin
- Linton Kwesi Johnson (* 1952), jamaikanisch-englischer Dichter und Reggae-Musiker
- Lionel Johnson (1867–1902), englischer Poet, Autor und Kritiker
- Liza Johnson (* 1970), US-amerikanische Filmregisseurin und Drehbuchautorin
- Lois Johnson († 2014), US-amerikanische Countrysängerin
- Lonnie Johnson (1899/1900–1970), US-amerikanischer Bluesmusiker
- Louis Johnson (Dichter) (1924–1988), neuseeländischer Dichter
- Louis Johnson (1955–2015), US-amerikanischer Musiker, siehe The Brothers Johnson
- Louis A. Johnson (1891–1966), US-amerikanischer Politiker
- Louis Henry Johnson (* 1938), US-amerikanischer Boxer und Olympiateilnehmer
- Louisa Johnson (* 1998), britische Sängerin
- Louise Johnson (1940–2012), britische Biochemikerin
- Luis Johnson Valor (1887–1929), chilenischer Maler
- Luke Johnson (Eishockeyspieler) (* 1994), US-amerikanischer Eishockeyspieler
- Luke Johnson (Fußballspieler) (* 1998), neuseeländischer Fußballspieler
- Luke Johnson (Geschäftsmann) (* 1962), US-amerikanischer Geschäftsmann
- Luke Johnson (Mormone) (1807–1861), US-amerikanischer mormonischer Aktivist
- Luke Johnson (Musiker) (* 1981), englischer Musiker
- Luke Johnson (Tennisspieler) (* 1994), britischer Tennisspieler
- Luke Timothy Johnson (* 1943), US-amerikanischer katholischer Neutestamentler
- Lulu Johnson (1907–1995), US-amerikanische Historikerin
- Luther Johnson (Gitarrist, 1934) (1934–1976), US-amerikanischer Bluessänger und Gitarrist
- Luther Johnson (Gitarrist, 1939) (1939–2022), US-amerikanischer Bluessänger und Gitarrist
- Luther Alexander Johnson (1875–1965), US-amerikanischer Politiker
- Lydia Johnson (1896–1969), russische Schauspielerin, Tänzerin und Sängerin
- Lyndon B. Johnson (1908–1973), US-amerikanischer Politiker, Präsident 1963 bis 1969
- Lynn Johnson (Leichtathletin, I) (* um 1946), US-amerikanische Leichtathletin
- Lynn Johnson (Fotografin), US-amerikanische Fotografin
- Lynn Johnson (Maskenbildnerin) (auch Lynn Johnston), Maskenbildnerin
- Lynn Johnson (Leichtathletin, 1994) (* 1994), schwedische Leichtathletin
- Lynn-Holly Johnson (* 1958), US-amerikanische Eiskunstläuferin und Schauspielerin

### M
- Magic Johnson (eigentlich Earvin Johnson; * 1959), US-amerikanischer Basketballspieler
- Magnus Johnson (1871–1936), US-amerikanischer Politiker
- Malte Johnson (1910–2003), schwedischer Jazz- und Unterhaltungsmusiker
- Manzie Johnson (1906–1971), US-amerikanischer Schlagzeuger
- Marc Johnson (Musiker) (* 1953), US-amerikanischer Bassist
- Marc Johnson (Boxer) (* 1971), US-amerikanischer Boxer
- Marcia K. Johnson (* 1943), US-amerikanische Psychologin
- Marco Johnson (* 1985), US-amerikanischer Pokerspieler
- Margaret Johnson (1919–1939), US-amerikanische Pianistin
- Marietta Johnson (1864–1938), US-amerikanische Reformpädagogin
- Marion Lee Johnson (* ≈1945), US-amerikanische Mathematikerin
- Mark Johnson (Filmproduzent) (* 1945), US-amerikanischer Filmproduzent
- Mark Johnson (Philosoph) (* 1949), US-amerikanischer Philosoph
- Mark Johnson (Computerlinguist), australischer Computerlinguist
- Mark Johnson (Eishockeyspieler) (* 1957), US-amerikanischer Eishockeyspieler
- Mark Johnson (Rugbyspieler) (* 1969), südafrikanischer Rugby-League-Spieler
- Mark Johnson (Biathlet) (* 1987), US-amerikanischer Biathlet
- Mark Steven Johnson (* 1964), US-amerikanischer Drehbuchautor, Filmproduzent und Filmregisseur
- Marlene Johnson (* 1946), US-amerikanische Politikerin
- Marques Johnson (* 1956), US-amerikanischer Basketballspieler
- Marsha P. Johnson (1945–1992), US-amerikanische Drag Queen und LGBT-Aktivistin
- Marshal Johnson (* 1989), nigerianischer Fußballspieler
- Martin Michael Johnson (1899–1975), kanadischer Geistlicher
- Martin Johnson (Fußballspieler) (1906–1977), englischer Fußballspieler
- Martin Johnson (Rugbyspieler) (* 1970), englischer Rugby-Union-Spieler und -Trainer
- Martin Johnson (Snookerspieler), englischer Snookerspieler
- Martin Johnson (Dokumentarfilmer) (1884–1937), US-amerikanischer Abenteurer und Dokumentarfilmer
- Martin N. Johnson (1850–1909), US-amerikanischer Politiker
- Marv Johnson (1938–1993), US-amerikanischer Sänger
- Marvin Johnson (* 1954), US-amerikanischer Boxer
- Mary Johnson (Schauspielerin) (1896–1975), schwedische Schauspielerin
- Mary Johnson (Bluessängerin) (1900/1905–1970), US-amerikanische Bluessängerin
- Mary Jane Johnson (* 1950), US-amerikanische Opernsängerin (Sopran)
- Matilda Johnson (* 1958), gambische Bibliothekarin und Schriftstellerin
- Matt Johnson (* 1961), britischer Musiker, siehe The The
- Matt Johnson (Schlagzeuger) (* 1970), US-amerikanischer Schlagzeuger
- Matt Johnson (Eishockeyspieler) (* 1975), kanadischer Eishockeyspieler
- Matt Johnson (Drehbuchautor), US-amerikanischer Drehbuchautor
- Matt Johnson (Filmschaffender), kanadischer Regisseur, Drehbuchautor und Schauspieler
- Matt Johnson (Footballtrainer), US-amerikanischer American-Football-Trainer und -Spieler
- Matt Johnson (Effektkünstler), Effektkünstler
- Matthew S. Johnson (* 1966), US-amerikanischer Physiker
- Maureen Johnson (* 1973), US-amerikanische Schriftstellerin
- Max Johnson (* 1990), US-amerikanischer Bassist
- Meg Johnson (*vor 1990), US-amerikanische Dichterin, Tänzerin und Hochschullehrerin
- Melodie Johnson (* 1943), US-amerikanische Schauspielerin und Autorin
- Merline Johnson, US-amerikanische Bluessängerin
- Micah Xavier Johnson († 2016), US-amerikanischer Attentäter, siehe Attentat auf Polizisten in Dallas am 7. Juli 2016
- Micaiah Johnson, US-amerikanische Science-Fiction-Schriftstellerin
- Michael Johnson (Künstler) (1938–1997), amerikanischer Künstler
- Michael Johnson (Countrysänger) (1944–2017), amerikanischer Countrymusiker
- Michael Johnson (Leichtathlet) (* 1967), amerikanischer Leichtathlet
- Michael Johnson (Politiker) (* 1970), australischer Politiker
- Michael Johnson (Sportschütze) (* 1973), neuseeländischer Sportschütze
- Michael Johnson (Fußballspieler, 1973) (* 1973), jamaikanischer Fußballspieler
- Michael Johnson (Footballspieler, 1984) (* 1984), australischer Footballspieler
- Michael Johnson (Footballspieler, 1987) (* 1987), US-amerikanischer Footballspieler
- Michael Johnson (Fußballspieler, 1988) (* 1988), englischer Fußballspieler
- Michael Johnson (Fußballspieler, 1990) (* 1990), Fußballspieler für die Cayman Islands
- Michael Johnson (Fußballspieler, 1994) (* 1994), maltesischer Fußballspieler
- Michael Alan Johnson (* 1941), US-amerikanischer Kanute und Olympiateilnehmer
- Michelle Johnson (Schauspielerin) (* 1965), US-amerikanische Schauspielerin
- Michelle Johnson (Leichtathletin) (Michelle Johnson Skog; * 1974), US-amerikanische Hürdenläuferin
- Michelle D. Johnson (* um 1959), pensionierte Offizierin (Generalleutnant) der US Air Force. Leiterin der Air Force Academy
- Mike Johnson (Fußballspieler) (1941–1991), walisischer Fußballspieler
- Mike Johnson (Regisseur), US-amerikanischer Regisseur, Produzent und Animator
- Mike Johnson (Politiker) (* 1972), US-amerikanischer Politiker
- Mike Johnson (Eishockeyspieler, Mai 1974) (* 1974), kanadischer Eishockeyspieler
- Mike Johnson (Eishockeyspieler, Oktober 1974) (* 1974), kanadischer Eishockeyspieler
- Mike Johnson (Comicautor), US-amerikanischer Comicautor
- Mike Johnson (Schauspieler) (* 1990), US-amerikanischer Schauspieler
- Mlungisi Johnson (* 1964), südafrikanischer Politiker (ANC)
- Moesha Johnson (* 1997), australische Schwimmerin
- Molly Johnson (* 1959), kanadische Sängerin
- Money Johnson (eigentlich Harold Johnson; 1918–1978), US-amerikanischer Jazztrompeter
- Monica Johnson (1946–2010), US-amerikanische Drehbuchautorin
- Moose Johnson (Thomas Ernest Johnson; 1886–1963), britischer Eishockeyspieler
- Mordecai Johnson (1890–1976), US-amerikanischer Universitätspräsident, Theologe und Bürgerrechtler
- Mothusi Johnson (* 1997), botswanischer Fußballspieler

### N
- Nahum Johnson (* 2006), bahamaischer Fußballspieler
- Nana Grey-Johnson (* 1951), gambischer Schriftsteller
- Nancy Johnson (Erfinderin), (1794–1890), US-amerikanische Erfinderin
- Nancy Johnson (Politikerin) (* 1935), US-amerikanische Politikerin
- Nancy Johnson (Sportschützin) (* 1974), US-amerikanische Sportschützin
- Nathan Johnson (Architekt) (1925–2021), US-amerikanischer Architekt
- Nathan Johnson (Musiker) (Nathan Tyler Johnson; * 1976), US-amerikanischer Musiker, Komponist und Produzent
- Nathan Johnson (Kanute) (auch Nate Johnson; * 1976), US-amerikanischer Kanute
- Nathaniel Johnson (1644–1712), englischer Politiker; Gouverneur der Province of Carolina
- Nazeeh Johnson (* 1998), US-amerikanischer American-Football-Spieler
- Nelson T. Johnson (1887–1954), US-amerikanischer Diplomat und Botschafter
- Nevil Johnson (1929–2006), britischer Politikwissenschaftler
- Nic Johnson (* 1989), US-amerikanischer Rugby-Union-Spieler
- Nicholas Johnson (Jurist) (* 1934), US-amerikanischer Jurist, Hochschulprofessor und Autor
- Nicholas Johnson (Tänzer) (1947–2007), britischer Balletttänzer
- Nicholas D. Johnson, US-amerikanischer Filmeditor und Kameramann
- Nick Johnson (Baseballspieler) (* 1978), US-amerikanischer Baseballspieler
- Nick Johnson (Eishockeyspieler, 1985) (* 1985), kanadischer Eishockeyspieler
- Nick Johnson (Eishockeyspieler, 1986) (* 1986), US-amerikanischer Eishockeyspieler
- Nick Johnson (Basketballspieler) (* 1992), US-amerikanischer Basketballspieler
- Nicole Johnson (* 1975), kanadische Basketballspielerin
- Noadiah Johnson (1795–1839), US-amerikanischer Politiker
- Noble Johnson (Noble Mark Johnson; 1881–1978), US-amerikanischer Schauspieler, Autor und Produzent
- Noble J. Johnson (1887–1968), US-amerikanischer Politiker und Jurist
- Noel Johnson (1916–1999), britischer Schauspieler
- Norm Johnson (Eishockeyspieler) (Norman Bruce Johnson; 1932–2016), kanadischer Eishockeyspieler
- Norm Johnson (Politiker) (* 1938), US-amerikanischer Politiker
- Norm Johnson (Footballspieler) (Norman Douglas Johnson; * 1960), US-amerikanischer American-Football-Spieler
- Norma H. Johnson (1932–2011), US-amerikanische Richterin
- Norman Johnson (Mathematiker) (1930–2017), US-amerikanischer Mathematiker
- Norman Lloyd Johnson (Mathematiker, 1917) (1917–2004), britisch-US-amerikanischer Statistiker
- Norman Lloyd Johnson (Mathematiker, 1939) (Norman L. Johnson; * 1939), US-amerikanischer Mathematiker und Hochschullehrer
- Nunnally Johnson (1897–1977), US-amerikanischer Drehbuchautor und Filmproduzent
- Nuwo Johnson (* 1994), liberianischer Fußballspieler

### O
- Odaine Johnson, Fußballspieler für die Britischen Jungferninseln
- Oliver Johnson (1944–2002), US-amerikanischer Jazzschlagzeuger
- Omar Johnson (* 1988), jamaikanischer Leichtathlet
- Osa Johnson (1894–1953), US-amerikanische Entdeckerin
- Osie Johnson (James „Osie“ Johnson; 1923–1966), US-amerikanischer Jazzschlagzeuger
- Owen Johnson (Schriftsteller) (1878–1952), US-amerikanischer Schriftsteller
- Owen H. Johnson (* 1929), US-amerikanischer Politiker

### P
- Paris Johnson Jr. (* 2001), US-amerikanischer American-Football-Spieler
- Patricia Johnson (1929–2024), britische Sängerin (Mezzosopran)
- Patrick Johnson (Leichtathlet) (* 1972), australischer Sprinter
- Patrick Johnson (Footballspieler, 1976) (* 1976), US-amerikanischer American-Football-Spieler
- Patrick Johnson (Schauspieler) (* 1993), US-amerikanischer Schauspieler
- Patrick Johnson (Footballspieler, 1998) (* 1998), US-amerikanischer American-Football-Spieler
- Paul Johnson (Skispringer), US-amerikanischer Skispringer
- Paul Johnson (Historiker) (1928–2023), britischer Historiker und Schriftsteller
- Paul Johnson (Philanthrop) (1929–2015), kanadischer Geschäftsmann und Philanthrop
- Paul Johnson (Eishockeyspieler) (1937–2016), US-amerikanischer Eishockeyspieler
- Paul Johnson (Badminton) (* um 1955), kanadischer Badmintonspieler
- Paul Johnson (Rollstuhltennisspieler) (* 1966), kanadischer Rollstuhltennisspieler
- Paul Johnson (Wirtschaftswissenschaftler) (* 1967), britischer Wirtschaftswissenschaftler
- Paul Johnson (Produzent) (1971–2021), US-amerikanischer DJ und Musikproduzent
- Paul Johnson (Squashspieler) (* 1972), englischer Squashspieler
- Paul Johnson (Rugbyspieler) (* 1978), englischer Rugby-League-Spieler
- Paul Johnson (Basketballspieler) (* 1983), US-amerikanischer Basketballspieler
- Paul B. Johnson senior (1880–1943), US-amerikanischer Politiker
- Paul B. Johnson junior (1916–1985), US-amerikanischer Politiker
- Paul S. L. Johnson (1873–1950), US-amerikanischer Prediger, Gründer der Laien-Heim-Missionsbewegung
- Paula Johnson (Triathletin) (* 1957), US-amerikanische Triathletin
- Paula Johnson (Rollstuhlbasketballspielerin) (* 1977/1978), britische Rollstuhlbasketballspielerin und -trainerin
- Perley B. Johnson (1798–1870), US-amerikanischer Politiker
- Pete Johnson (1904–1967), US-amerikanischer Pianist
- Peter Johnson (Fußballspieler, 1931) (1931–2009), englischer Fußballspieler
- Peter Johnson (Rugbyspieler) (1937–2016), australischer Rugby-Union-Spieler
- Peter Johnson (Unternehmer) (* 1939), britischer Unternehmer und Fußballfunktionär
- Peter Johnson (Politiker) (* 1943), australischer Politiker
- Peter Johnson (Eishockeyspieler) (Jonker; * 1946), britischer Eishockeyspieler und  -trainer
- Peter Johnson (Schriftsteller) (* 1951), US-amerikanischer Schriftsteller
- Peter Johnson (Fußballspieler, 1954) (* 1954), englischer Fußballspieler
- Peter Johnson (Fußballspieler, 1958) (* 1958), englischer Fußballspieler
- Peter Bonu Johnson (1963–2019), gambischer Fußballtrainer
- Peter Brierley Johnson (1925–2016), britischer Journalist
- Peter N. Johnson (Peter Neville Johnson; * 1946), neuseeländischer Botaniker
- Peter Johnson (Physiker) (* 1952), britischer Physiker
- Philip Johnson (Politiker) (1818–1867), US-amerikanischer Politiker
- Philip Johnson (1906–2005), US-amerikanischer Architekt und Architekturkritiker
- Philip Johnson (Ruderer) (* 1940), US-amerikanischer Ruderer
- Philip Johnson (Tennisspieler) (* 1964), US-amerikanischer Tennisspieler
- Philip Johnson-Laird (* 1936), englischer Psychologe
- Philip C. Johnson (1795–1859), US-amerikanischer Politiker
- Phillip Johnson (1940–2019), US-amerikanischer Rechtswissenschaftler
- Phyllis Johnson (1886–1967), britische Eiskunstläuferin
- Phyllis T. Johnson (* 1926), US-amerikanische Parasitologin, Virologin und Meeresbiologin
- Pierre Marc Johnson (* 1946), kanadischer Politiker
- Plas Johnson (* 1931), US-amerikanischer Saxofonist
- Printassia Johnson (* 1993), bahamaische Leichtathletin
- Puff Johnson (1972–2013), US-amerikanische Sängerin

### Q
- Quacy Johnson (* 1985), guyanischer Fußballspieler

### R
- Rafer Johnson (1934–2020), US-amerikanischer Zehnkämpfer und Schauspieler
- Ralph Johnson (Musiker) (* 1951), US-amerikanischer Sänger und Percussionist
- Ralph Johnson (* 1955), US-amerikanischer Informatiker
- Randy Johnson (Footballspieler) (1944–2009), US-amerikanischer American-Football-Spieler
- Randy Johnson (* 1963), US-amerikanischer Baseballspieler
- Rashid Johnson (* 1977), Künstler mit Wohnsitz in New York
- Ray Johnson (1927–1995), US-amerikanischer Künstler
- Ray Johnson (Musiker) (1930–2013), US-amerikanischer Musiker
- Ray Johnson (Footballspieler) (1933/1934–2006), kanadischer Canadian-Football-Spieler
- Ray William Johnson, US-amerikanischer Komiker
- Rebekah Johnson (* 1976), US-amerikanische Schauspielerin und Sängerin
- Réda Johnson (* 1988), beninischer Fußballspieler
- Reggie Johnson (1940–2020), US-amerikanischer Jazzbassist
- Reggie Johnson (Boxer) (* 1966), US-amerikanischer Boxer
- Reverdy Johnson (1796–1876), US-amerikanischer Jurist und Politiker
- Reyn Johnson (* 1990), Fußballspieler für Guam
- Reynold B. Johnson (1906–1998), US-amerikanischer Erfinder
- Rian Johnson (* 1973), US-amerikanischer Filmregisseur und Drehbuchautor
- Richard Johnson (Schriftsteller) (1573–1659), englischer Schriftsteller
- Richard Johnson (Schauspieler) (1927–2015), britischer Schauspieler
- Richard Johnson (Jurist) (1937–2019), irischer Jurist
- Richard Johnson  (1955–2024), US-amerikanischer Bogenschütze, siehe Butch Johnson
- Richard Johnson (Fußballspieler) (* 1974), australischer Fußballspieler
- Richard Johnson (Cricketspieler, 1974) (* 1974), englischer Cricketspieler
- Richard Johnson (Cricketspieler, 1979) (* 1979), englischer Cricketspieler
- Richard Johnson (Cricketspieler, 1988) (* 1988), englischer Cricketspieler
- Richard Johnson, walisischer Sänger, siehe Richard & Adam
- Richard Mentor Johnson (1780–1850), US-amerikanischer Politiker
- Rita Johnson (1913–1965), US-amerikanische Schauspielerin
- Rob Johnson (Fußballspieler, 1962) (* 1962), englischer Fußballspieler
- Rob Johnson (Fußballspieler, 1973) (* 1973), US-amerikanischer Fußballspieler
- Rob Johnson (Footballspieler) (* 1973), US-amerikanischer Footballspieler
- Rob Johnson (Baseballspieler) (* 1982), US-amerikanischer Baseballspieler
- Robert Johnson (Kirchenkomponist) (um 1485–um 1560), schottischer Priester und Komponist
- Robert Johnson (Märtyrer) (um 1545–1582), englischer Altgermaniker, Ordensgeistlicher und Märtyrer
- Robert Johnson (Komponist) (um 1580–1633), englischer Lautenist und Komponist
- Robert Johnson (Gouverneur) (1682–1735), englischer Kolonialgouverneur
- Robert Johnson (Bluesmusiker) (1911–1938), US-amerikanischer Bluesmusiker
- Robert Johnson (Spion) (1922–1972), US-amerikanischer Spion
- Robert Johnson, Pseudonym von Roberto Mauri (1924–2007), italienischer Regisseur
- Robert Johnson (1931–1991), US-amerikanischer Eishockeytrainer, siehe Bob Johnson (Eishockeytrainer)
- Robert Augustus Johnson (1745–1799), britischer Geistlicher
- Robert C. Johnson, Jr. (1938/1939–2014), US-amerikanischer Geistlicher, Bischof von North Carolina
- Robert Cleveland Johnson (1920–1993), US-amerikanischer Synchronsprecher, siehe Bob Johnson (Synchronsprecher)
- Robert Davis Johnson (1883–1961), US-amerikanischer Politiker
- Robert Karl Johnson (1944–2000), Zoologe
- Robert L. Johnson (* 1946), US-amerikanischer Unternehmer
- Robert Walter Johnson (1899–1971), US-amerikanischer Tennisfunktionär
- Robert Ward Johnson (1814–1879), US-amerikanischer Jurist und Politiker
- Rocky Johnson (1944–2020), kanadischer Wrestler

- Roger Johnson (Leichtathlet) (* 1943),  neuseeländischer Hürdenläufer
- Roger Johnson (Fernsehmoderator) (* 1969), britischer Fernsehmoderator
- Roger Johnson (Fußballspieler) (* 1983), englischer Fußballspieler
- Roger Arthur Johnson (1889–1954), US-amerikanischer Mathematiker
- Romina Johnson (* 1973), italienische Sängerin
- Ron Johnson (Footballspieler)  (1947–2018), US-amerikanischer American-Football-Spieler
- Ron Johnson (Politiker) (* 1955), US-amerikanischer Unternehmer und Politiker
- Ron Johnson (Geschäftsmann) (* 1959), US-amerikanischer Geschäftsmann
- Ronald Johnson (Schriftsteller) (1935–1998), US-amerikanischer Schriftsteller und Lyriker
- Ronald Johnson (Produzent) (1958–2007), US-amerikanischer Musikproduzent
- Roy W. Johnson (1882–1947), US-amerikanischer Politiker
- Royal C. Johnson (1882–1939), US-amerikanischer Politiker
- Rucker Johnson, US-amerikanischer Ökonom
- Rudolph Johnson (≈1940–2007), US-amerikanischer Jazzmusiker
- Rufus Johnson (* 1976), US-amerikanischer Rapper, siehe Bizarre (Rapper)
- Russ Johnson (* 1965), US-amerikanischer Musiker
- Russell Johnson (Sportschütze) (1920–1991), Sportschütze von den Amerikanischen Jungferninseln
- Russell Johnson (Akustiker) (Frederick Russell Johnson; 1923–2007), US-amerikanischer Architekt und Akustiker
- Russell Johnson (1924–2014), US-amerikanischer Schauspieler
- Russell A. Johnson (1947–2017), US-amerikanischer Mathematiker
- Ryan Johnson (Freestyle-Skier) (* 1974), kanadischer Freestyle-Skier
- Ryan Johnson (Eishockeyspieler, 1976) (* 1976), kanadischer Eishockeyspieler
- Ryan Johnson (Schauspieler) (* 1979), australischer Schauspieler
- Ryan Johnson (Fußballspieler) (* 1984), jamaikanischer Fußballspieler
- Ryan Johnson (Eishockeyspieler, 2001) (* 2001), US-amerikanischer Eishockeyspieler

### S
- Sam Johnson (1930–2020), US-amerikanischer Politiker
- Sam Johnson (Fußballspieler) (* 1993), liberianischer Fußballspieler
- Sam Ealy Johnson (1877–1937), US-amerikanischer Politiker, Farmer und Vater des Präsidenten Lyndon B. Johnson
- Sam Houston Johnson (1914–1978), US-amerikanischer Geschäftsmann
- Sam Taylor-Johnson (* 1967), britische Regisseurin, Fotografin, Künstlerin und Musikerin
- Samantha Johnson (* 1991), US-amerikanische Fußballspielerin
- Samuel Johnson (1709–1784), englischer Gelehrter, Lexikograf, Schriftsteller, Dichter und Kritiker
- Samuel Johnson (Philosoph) (1696–1772), anglikanischer Philosoph und Hochschullehrer
- Samuel Johnson (Fußballspieler, 1973) (* 1973), ghanaischer Fußballspieler
- Samuel Johnson (Schauspieler) (* 1978), australischer Schauspieler
- Samuel Johnson (Fußballspieler, 1984) (* 1984), guineischer Fußballspieler
- Samuel Frost Johnson (1835–1879), US-amerikanischer Genremaler der Düsseldorfer Schule
- Sargent Johnson (1888–1967), amerikanischer Maler und Bildhauer
- Sasha Johnson (* 1993/1994), britische Menschenrechtsaktivistin
- Savana Maisah Johnson (* 1988), US-amerikanische Pornodarstellerin, siehe Ana Foxxx
- Scott Johnson (Komponist) (1952–2023), US-amerikanischer Komponist
- Scott Johnson (Turner) (* 1961), US-amerikanischer Gerätturner
- Scott Johnson (Rugbyspieler) (* 1962), australischer Rugby-Union-Spieler und -Trainer
- Scott Johnson (Stuntman), Stuntman
- Sean Johnson (* 1989), US-amerikanischer Fußballspieler
- Seba Johnson (* 1973), US-amerikanische Skirennläuferin, Tierrechtsaktivistin und Schauspielerin
- Selmer M. Johnson (1916–1996), US-amerikanischer Mathematiker
- Seth Johnson (* 1979), englischer Fußballspieler
- Shannon Johnson (* 1974), US-amerikanische Basketballspielerin
- Shaun Johnson (* 1990), neuseeländischer Rugby-League-Spieler
- Shawn Johnson (* 1992), US-amerikanische Turnerin
- Shelly Johnson (* 1958), US-amerikanischer Kameramann
- Sherwin Johnson (* 1979), guyanischer Fußballschiedsrichter
- Sheryl Johnson (* 1957), US-amerikanische Hockeyspielerin
- Sidney Johnson, US-amerikanischer Tauzieher
- Simon Johnson (* 1963), US-amerikanischer Wirtschaftswissenschaftler britischer Herkunft
- Sinclaire Johnson (* 1998), US-amerikanische Leichtathletin
- Smokey Johnson († 2015), US-amerikanischer Schlagzeuger
- Solomon Tilewa Johnson (1954–2014), gambischer Basketballspieler und Bischof
- Spencer Johnson (1938–2017), US-amerikanischer Autor
- Stanley Johnson (Offizier), Offizier aus Trinidad und Tobago
- Stanley Johnson (Politiker) (* 1940), britischer Politiker und Autor
- Stanley Johnson (Basketballspieler) (* 1996), amerikanischer Basketballspieler
- Stanley E. Johnson, Filmeditor
- Staz Johnson (* 1964), britischer Comiczeichner
- Steele Johnson (* 1996), US-amerikanischer Wasserspringer
- Stein Johnson (1921–2012), norwegischer Diskuswerfer
- Stephen Johnson (Regisseur) (Stephen Maxwell Johnson), australischer Film- und Fernsehregisseur
- Stephen Johnson (Basketballspieler) (* 1972), US-amerikanisch-französischer Basketballspieler
- Stephen E. Johnson (* 1968), US-amerikanischer Komponist, Musikpädagoge und Kirchenmusiker
- Stephen L. Johnson (* 1951), US-amerikanischer Regierungsbeamter
- Stephen M. Johnson, US-amerikanischer Psychologe und Hochschullehrer
- Stephen R. Johnson (* 1952), US-amerikanischer Regisseur, Animator und Autor
- Steve Johnson (Künstler) (* 1953), englischer Bildhauer und Zeichner
- Steve Johnson (Behindertenfootballspieler), US-amerikanischer Behindertenfootballspieler
- Steve Johnson (Basketballspieler) (* 1957), US-amerikanischer Basketballspieler
- Steve Johnson (Leichtathlet) (* 1960), britischer Geher
- Steve Johnson (Footballspieler, 1983) (* 1983), australischer Football-League-Spieler
- Steve Johnson (Footballspieler, 1986) (* 1986), US-amerikanischer American-Football-Spieler
- Steve Johnson (Baseballspieler) (* 1987), US-amerikanischer Baseballspieler
- Steve Johnson (Tennisspieler) (* 1989), US-amerikanischer Tennisspieler
- Steven Johnson (Autor) (* 1968), US-amerikanischer Autor
- Steven Johnson (Rennfahrer) (* 1974), australischer Rennfahrer
- Steven Johnson (Basketballspieler) (* 1966), ehemaliger amerikanisch-deutscher Basketballspieler
- Steven Johnson (Footballspieler) (* 1988), US-amerikanischer American-Football-Spieler
- Stevie Johnson (* 1978), US-amerikanischer Basketballspieler
- Stone Johnson (1940–1963), US-amerikanischer Leichtathlet und American-Football-Spieler
- Stump Johnson (1902–1969), US-amerikanischer Pianist
- Sue Johnson (1947–2024), kanadische Psychologin
- Sunday Johnson, nigerianischer Fußballspieler
- Susan Johnson (Schriftstellerin, 1939), US-amerikanische Schriftstellerin
- Susan Johnson (Schriftstellerin, 1956), australische Schriftstellerin
- Susan Johnson (Regisseurin) (* 1970), US-amerikanische Regisseurin und Produzentin
- Susan Johnson (Bischöfin), kanadische lutherische Theologin und Bischöfin
- Sven Johnson (1899–1986), schwedischer Turner
- Sy Johnson (1930–2022), US-amerikanischer Pianist
- Syl Johnson (1936–2022), US-amerikanischer Musiker
- Syleena Johnson (* 1976), US-amerikanische Songwriterin und Soul-Sängerin

### T
- Tarick Johnson (* 1981), britisch-US-amerikanischer Basketballspieler
- Taron Johnson (* 1996), US-amerikanischer American-Football-Spieler
- Tassy Johnson (1916–1981), australischer Radrennfahrer
- Taylor Johnson (* 2000), US-amerikanische Tennisspielerin
- Tebbs Lloyd Johnson (1900–1984), britischer Geher
- Teddy Johnson (1919–2018), britischer Sänger und Schauspieler, siehe Pearl Carr & Teddy Johnson
- Temeka Johnson (* 1982), US-amerikanische Basketballspielerin
- Terry Johnson (* 1935), US-amerikanischer Rhythm-and-Blues-Sänger
- Tess Johnson (* 2000), US-amerikanische Freestyle-Skisportlerin
- Thomas Johnson (Märtyrer) († 1537), englischer Märtyrer
- Thomas Johnson (Apotheker) (1600–1644), englischer Apotheker
- Thomas Johnson (Philologe) (1675–1750), britischer Altphilologe
- Thomas Johnson (Gouverneur) (1732–1819), US-amerikanischer Politiker
- Thomas Johnson (Missionar) (1802–1865), US-amerikanischer Missionar
- Thomas Johnson (Politiker, 1812) (1812–1906), US-amerikanischer Politiker (Kentucky)
- Thomas Johnson (Politiker, 1872) (1872–1963), irischer Politiker
- Thomas Johnson (1886–1963), britischer Eishockeyspieler, siehe Moose Johnson
- Thomas Johnson (Radsportler) (1887–1966), britischer Radsportler
- Thomas Johnson, eigentlicher Name von Tommy the Clown (* 1969), US-amerikanischer Entertainer
- Thomas Francis Johnson (1909–1988), US-amerikanischer Politiker

- Tim Johnson (Politiker, Juli 1946) (1946–2022), amerikanischer Politiker (Illinois)
- Tim Johnson (Politiker, Dezember 1946) (1946–2024), amerikanischer Politiker (South Dakota)
- Tim Johnson (Künstler) (* 1947), australischer Maler und Installationskünstler
- Tim Johnson (Regisseur) (* 1962), amerikanischer Regisseur von Trickfilmen
- Tim Johnson (Footballspieler) (* 1965), US-amerikanischer American-Football-Spieler
- Tim Johnson (Radsportler) (* 1977), amerikanischer Radrennfahrer
- Toby Johnson (* 1945), US-amerikanischer Autor
- Todd Johnson (* 1972), kanadischer Eishockeyspieler
- Tom Johnson (Boxer, 1750) (1750–1797), englischer Boxer in der Bare-knuckle-Ära
- Tom Johnson (Boxer) (* 1964), US-amerikanischer Boxer
- Tom Johnson (Eishockeyspieler) (1928–2007), kanadischer Eishockeyspieler
- Tom Johnson (Komponist) (1939–2024), US-amerikanischer Komponist
- Tom Johnson (Journalist) (* 1941), US-amerikanischer Journalist
- Tom Johnson (Tontechniker), US-amerikanischer Tontechniker und Toningenieur
- Tom Johnson (Basketballspieler) (* 1967), kanadischer Basketballspieler und -trainer
- Tom Johnson (Footballspieler) (* 1984), US-amerikanischer American-Football-Spieler
- Tom Johnson (Snookerspieler), englischer Snookerspieler
- Tom L. Johnson (1854–1911), US-amerikanischer Politiker
- Tommy Johnson (1896–1956), US-amerikanischer Bluesmusiker
- Tony Johnson, Tontechniker
- Tor Johnson (1903–1971), schwedisch-US-amerikanischer Catcher und Schauspieler
- Torrey Maynard Johnson (1909–2002), US-amerikanischer evangelikaler Geistlicher
- Tosh Johnson (1901–1973), englischer Fußballspieler
- Treat Baldwin Johnson (1875–1947), amerikanischer Chemiker
- Trevor Johnson (1982), italo-kanadischer Eishockeyspieler
- Tubman Johnson, liberianischer Fußballspieler
- Tureano Johnson (* 1984), bahamaischer Boxer
- Ty Johnson (* 1997), US-amerikanischer American-Football-Spieler
- Tyler Johnson (Baseballspieler) (Tyler James Johnson; * 1981), US-amerikanischer Baseballspieler
- Tyler Johnson (Eishockeyspieler) (* 1990), US-amerikanischer Eishockeyspieler
- Tyler Johnson (Basketballspieler) (Tyler Ryan Johnson; * 1992), US-amerikanischer Basketballspieler
- Tyler Johnson (Footballspieler) (* 1998), US-amerikanischer American-Football-Spieler
- Tyrese Johnson-Fisher (* 1999), jamaikanisch-britischer American-Football- und Rugby-Union-Spieler

### U
- U. Alexis Johnson (1908–1997), US-amerikanischer Diplomat
- Uwe Johnson (1934–1984), deutscher Schriftsteller

### V
- Van Johnson (1916–2008), US-amerikanischer Schauspieler
- Vera Scarth-Johnson (1912–1999), britisch-australische Biologin, Illustratorin und Naturschützerin
- Vernee Watson-Johnson (* 1954), US-amerikanische Filmschauspielerin, Schauspielerin, Sprecherin und Fernsehschauspielerin
- Victor Johnson (1883–1951), britischer Radrennfahrer
- Vinnie Johnson (* 1956), US-amerikanischer Basketballspieler
- Vinnie Johnson (Musiker) (1937–2012), US-amerikanischer Jazz-Schlagzeuger
- Virginia Johnson (1925–2013), US-amerikanische Sexualwissenschaftlerin, siehe Masters und Johnson

### W
- W. Lon Johnson (1882–1967), US-amerikanischer Politiker
- W. Wesley Johnson, US-amerikanischer Kriminologe
- Waldo P. Johnson (1817–1885), US-amerikanischer Politiker
- Walter Johnson (Baseballspieler) (1887–1946), US-amerikanischer Baseballspieler
- Walter Robert Johnson (1927–1994), kanadischer Politiker
- Walter Walford Johnson (1904–1987), US-amerikanischer Politiker
- Warren Johnson (Rennfahrer) (* 1943), US-amerikanischer Dragracer
- Warren Johnson (Leichtathlet) (* 1973), jamaikanischer Sprinter
- Warren S. Johnson (1847–1911), US-amerikanischer Erfinder
- Wesley Johnson (Leichtathlet) (Wesley Momo Johnson; 1944–2021), liberianischer Leichtathlet und Politiker
- Wesley Johnson (Basketballspieler) (* 1987), US-amerikanischer Basketballspieler
- Wilbur Johnson (* 1974), US-amerikanisch-britischer Basketballspieler
- Wilfrid Johnson (1885–1960), britischer Lacrossespieler
- Wilko Johnson (1947–2022), britischer Musiker und Schauspieler
- Will Johnson (Fußballspieler) (* 1987), kanadischer Fußballspieler
- Will Johnson (Footballspieler) (* 2003), US-amerikanischer Footballspieler
- Willard Arnold Johnson (1862–1923), US-amerikanischer Politiker
- Willard Drake Johnson (1860–1917), US-amerikanischer Topograf
- William Johnson, 1. Baronet (1715–1774), britisch-irischer Händler, Politiker und General
- William Johnson (Richter) (1771–1834), US-amerikanischer Jurist
- William Johnson (Handballspieler) (* 1953), US-amerikanischer Handballspieler
- William Johnson Cory (1823–1892), britischer Dichter und Pädagoge
- William Anthony Johnson (1832–1909), britischer Geistlicher, Weihbischof in Westminster
- William B. Johnson (Manager) (William Benjamin Johnson; 1918–2013), US-amerikanischer Eisenbahnmanager
- William B. Johnson (Mathematiker) (William Buhmann Johnson; * 1944), US-amerikanischer Mathematiker
- William Cost Johnson (1806–1860), US-amerikanischer Politiker
- William E. Johnson (1906–1976), US-amerikanischer Politiker (Nebraska)
- William Ernest Johnson (1858–1931), britischer Logiker
- William Richard Johnson (1875–1938), US-amerikanischer Politiker
- William Robert Johnson (1918–1986), US-amerikanischer Geistlicher, Bischof von Orange in California
- William Samuel Johnson (1727–1819), britisch-amerikanischer Politiker, einer der Gründerväter der Vereinigten Staaten
- William Summer Johnson (1913–1995), US-amerikanischer Chemiker
- William Ward Johnson (1892–1963), US-amerikanischer Politiker
- Willie Johnson (1923–1995), US-amerikanischer Bluesmusiker
- Woody Johnson (* 1947), US-amerikanischer Diplomat
- Wycliffe Johnson (1962–2009), jamaikanischer Reggae-Sänger und Komponist

### Y
- Yates Johnson (* 1994), US-amerikanischer Tennisspieler
- Yormie Johnson (1952–2024), liberianischer Politiker
- Yudel Johnson (* 1981), kubanischer Boxer

### Z
- Zach Johnson (* 1976), US-amerikanischer Golfer
- Zam Johnson, US-amerikanischer Maler, Komponist und Musiker
- Zainab Johnson, US-amerikanische Stand-Up-Comedian und Schauspielerin
- Zion Johnson (* 1999), US-amerikanischer American-Football-Spieler

### Künstlername
- Johnson (Komponist) (1953–2011), indischer Filmmusikkomponist

### Fiktive Personen
- Angelina Johnson, Romanfigur, siehe Figuren der Harry-Potter-Romane #Angelina Johnson